# Détails nominatifs des palais de Nice
 (novembre 2006).
- Si vous ne connaissez pas le sujet, laissez ce bandeau (vous pouvez alors contacter les auteurs).
- Si vous supprimez le contenu mis en cause (vous pouvez préalablement contacter les auteurs),

argumentez précisément cette suppression dans la page de discussion
(un manque de référence n'est pas un argument ; une recherche réelle de référence doit avoir été effectuée, être formellement documentée).
En complément de la Liste des palais de Nice est présentée ici une galerie de détails nominatifs des bâtiments de Nice se qualifiant de palais.

## Présentation
Les types de détails nominatifs des palais de Nice sont :
- Plaque : type majoritaire dans l'architecture Belle Époque à Nice
  - Palais du Square
- Ornement nominatif : caractéristique aussi de l'architecture Belle Époque à Nice
  - Palais de la Buffa (24 rue de France), Palais Excelsior
- Détail nominatif moulé dans le béton : surtout dans les années 1930
  - Palais Stella (9 avenue Desambrois)
- Inscription sur verre : années 1960
  - Palais Atlanta, Palais Bréa, Palais Éridan
- Mosaïque : rarement
  - Palais de Cimiez

## Galerie: plaques nominatives

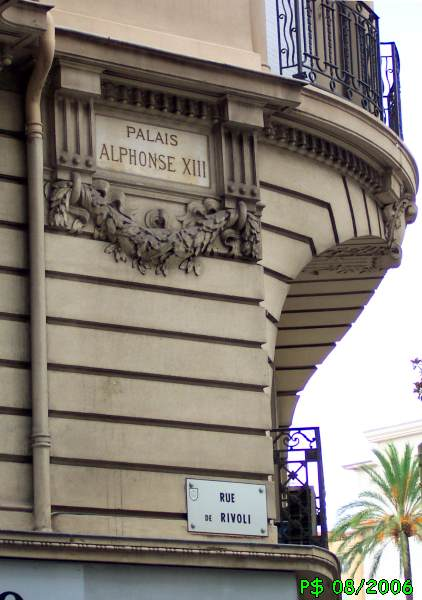
Palais Alphonse XIII, 50-52 rue de France
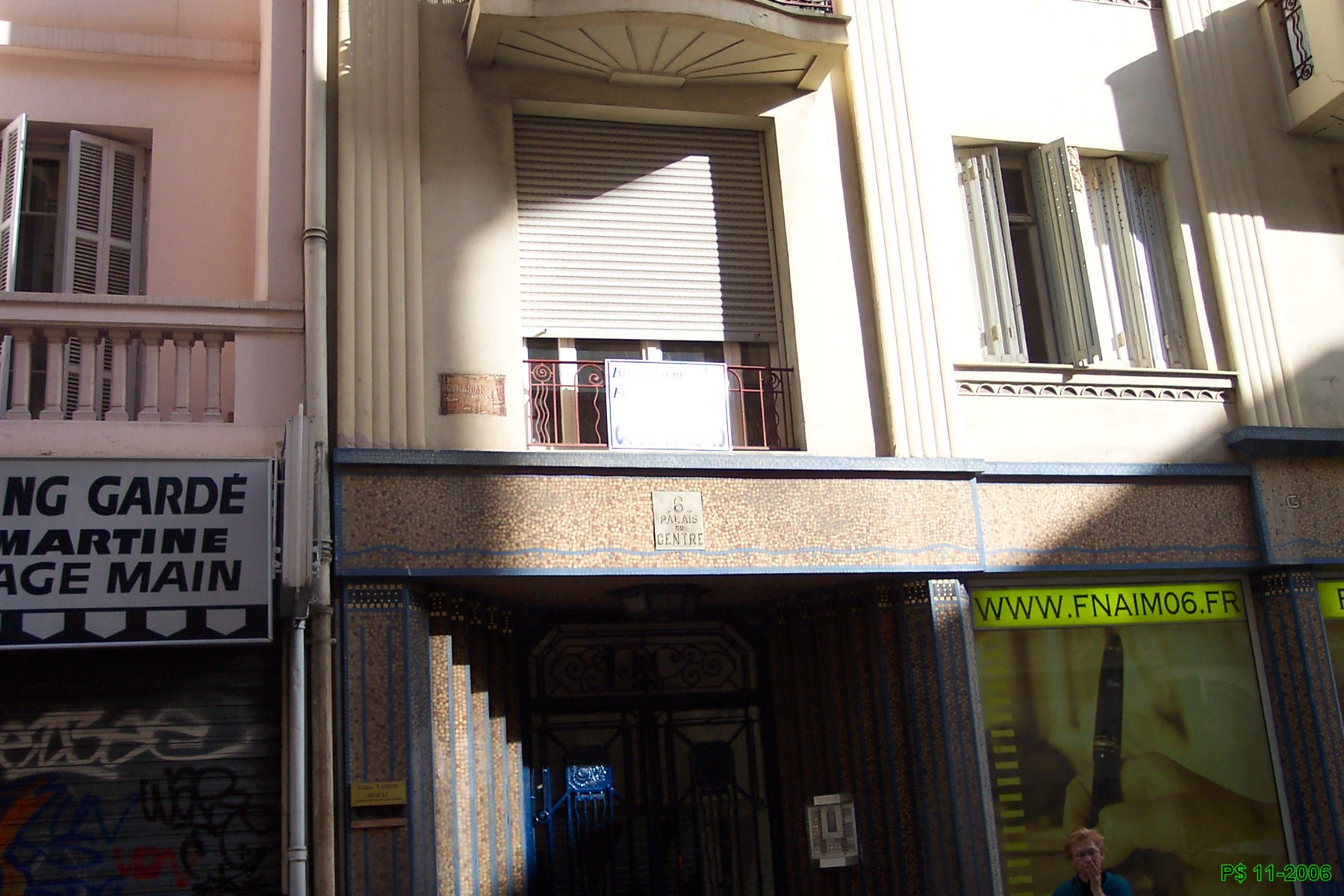
Palais du Centre, 6 rue Lamartine
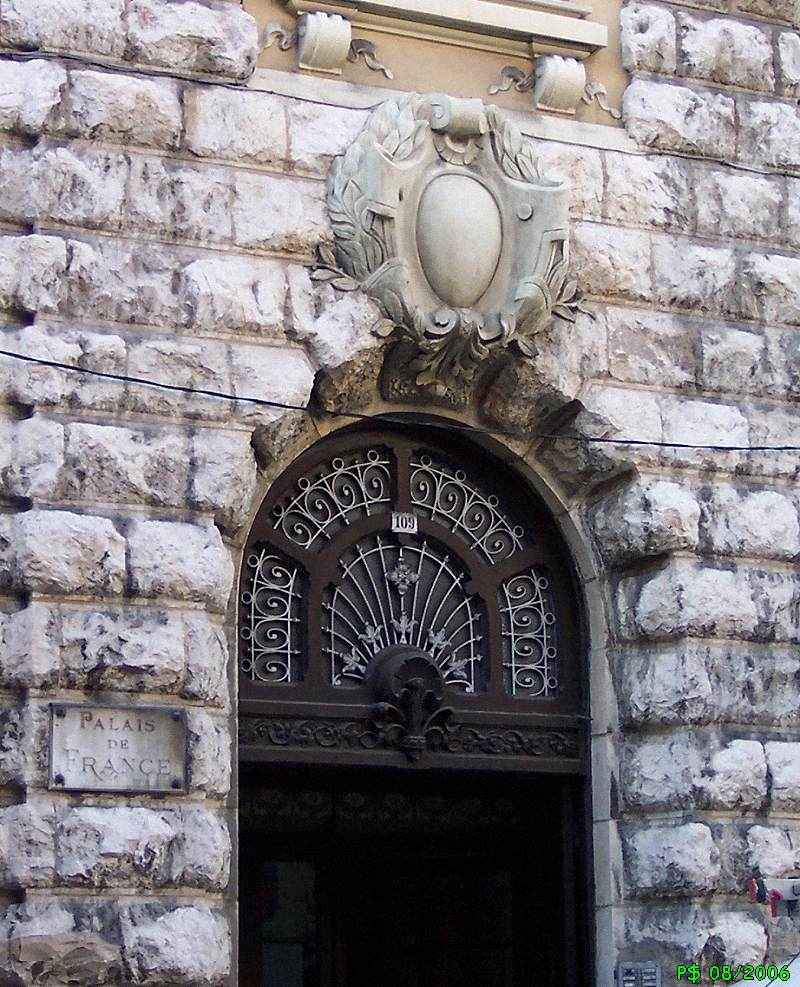
Palais de France, 109 rue de France
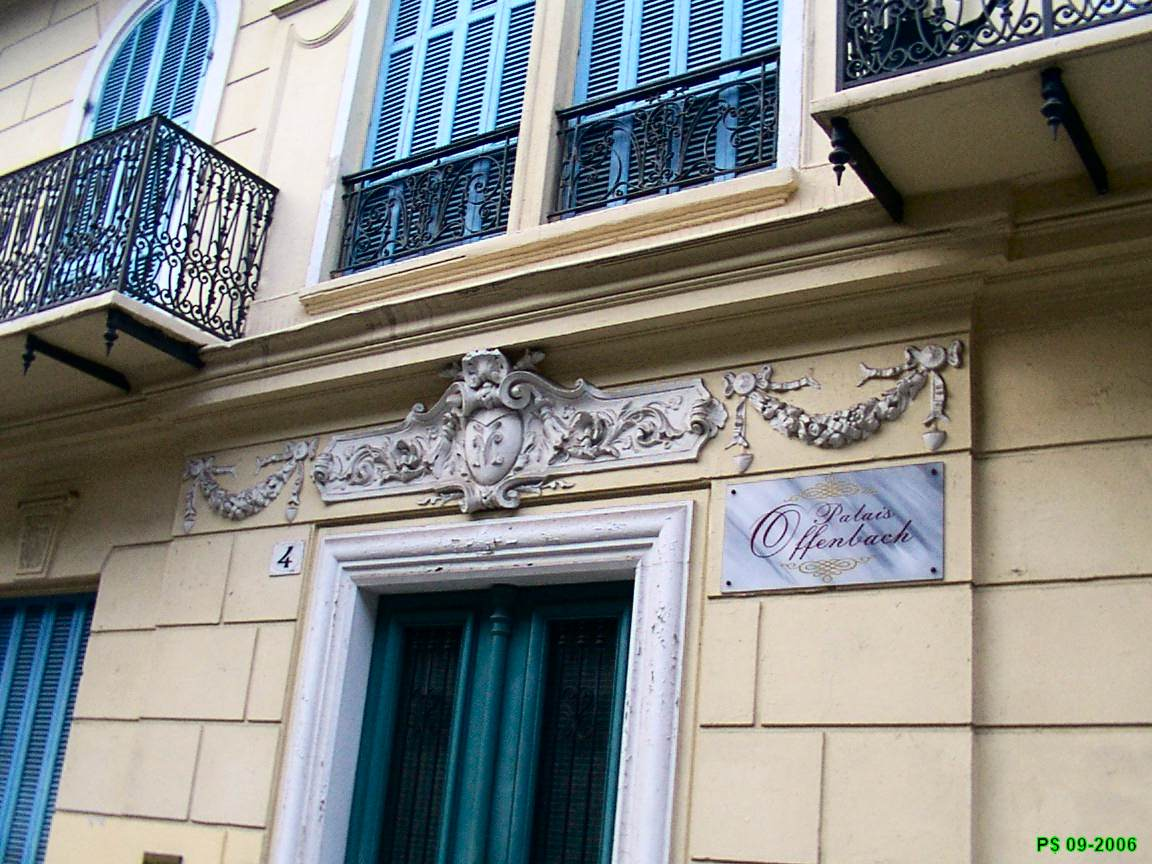
Palais Offenbach, 4 rue J. Offenbach
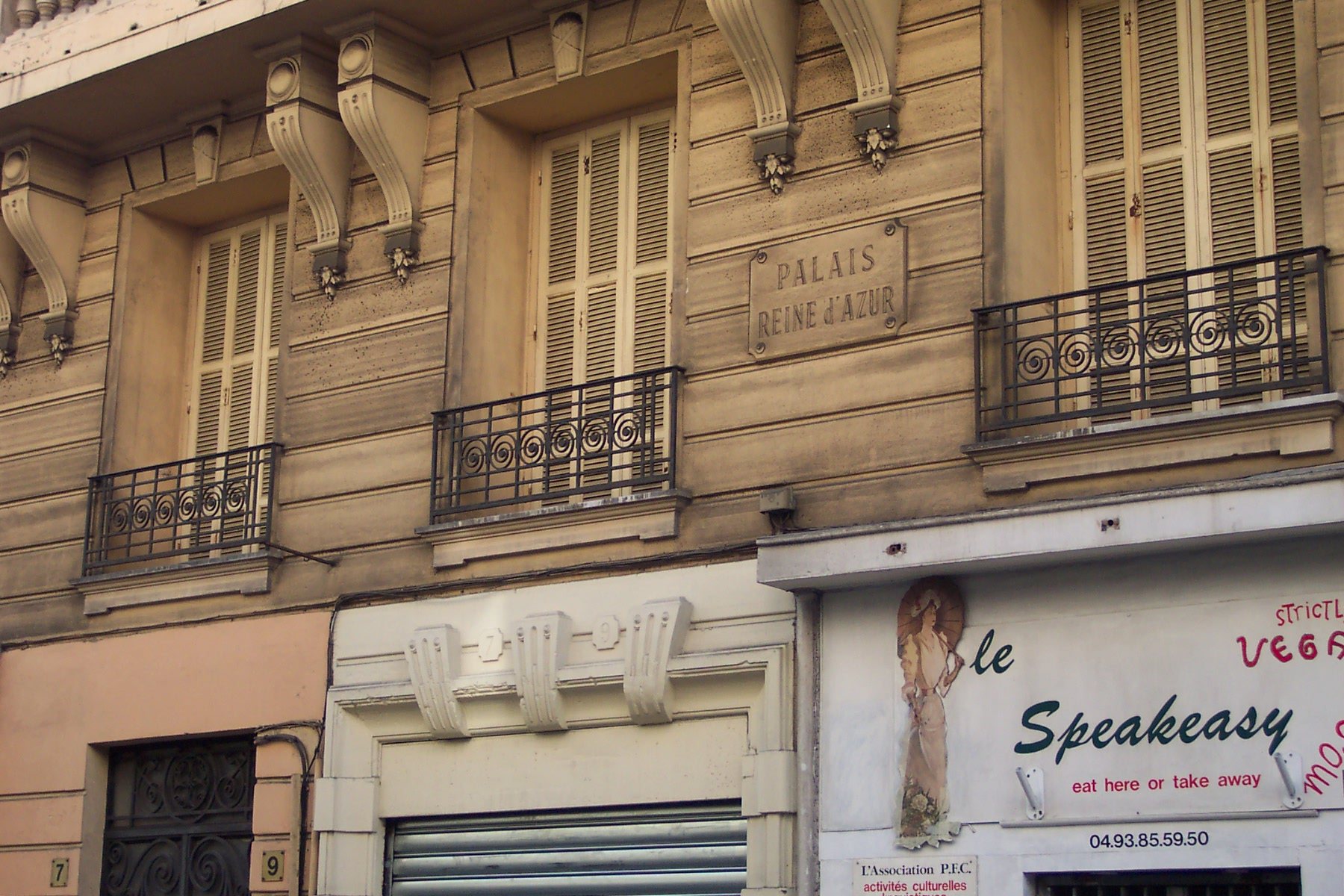
Palais Reine d'Azur, 7-9 rue Lamartine
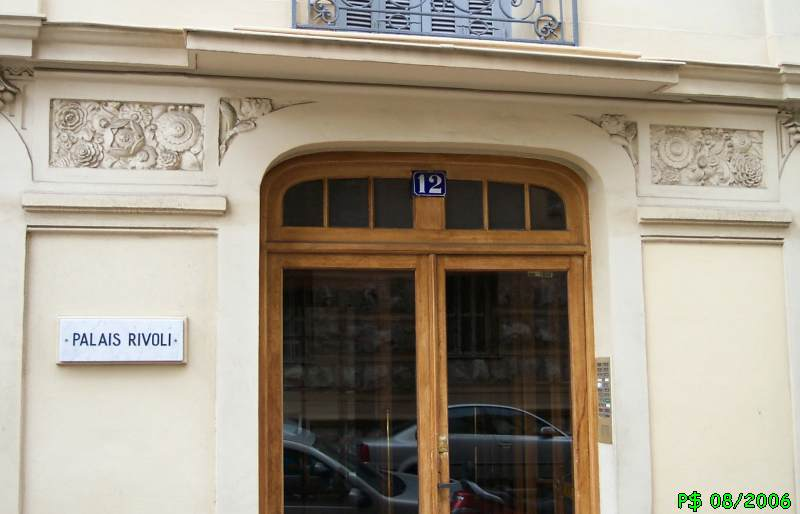
Palais Rivoli, 12 rue de Rivoli
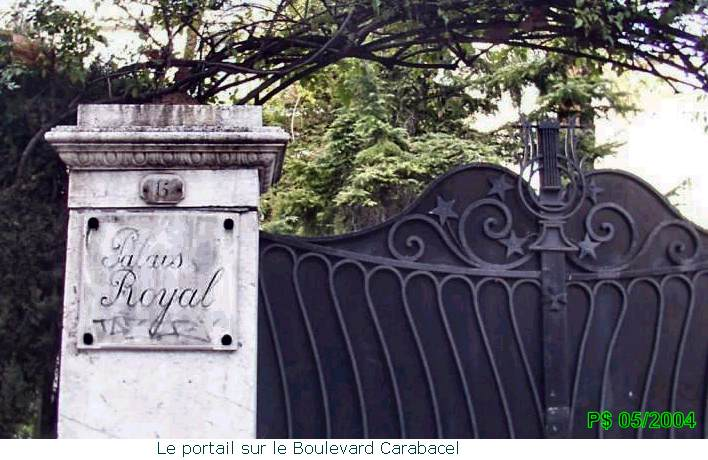
Palais Royal, 6 boulevard Carabacel
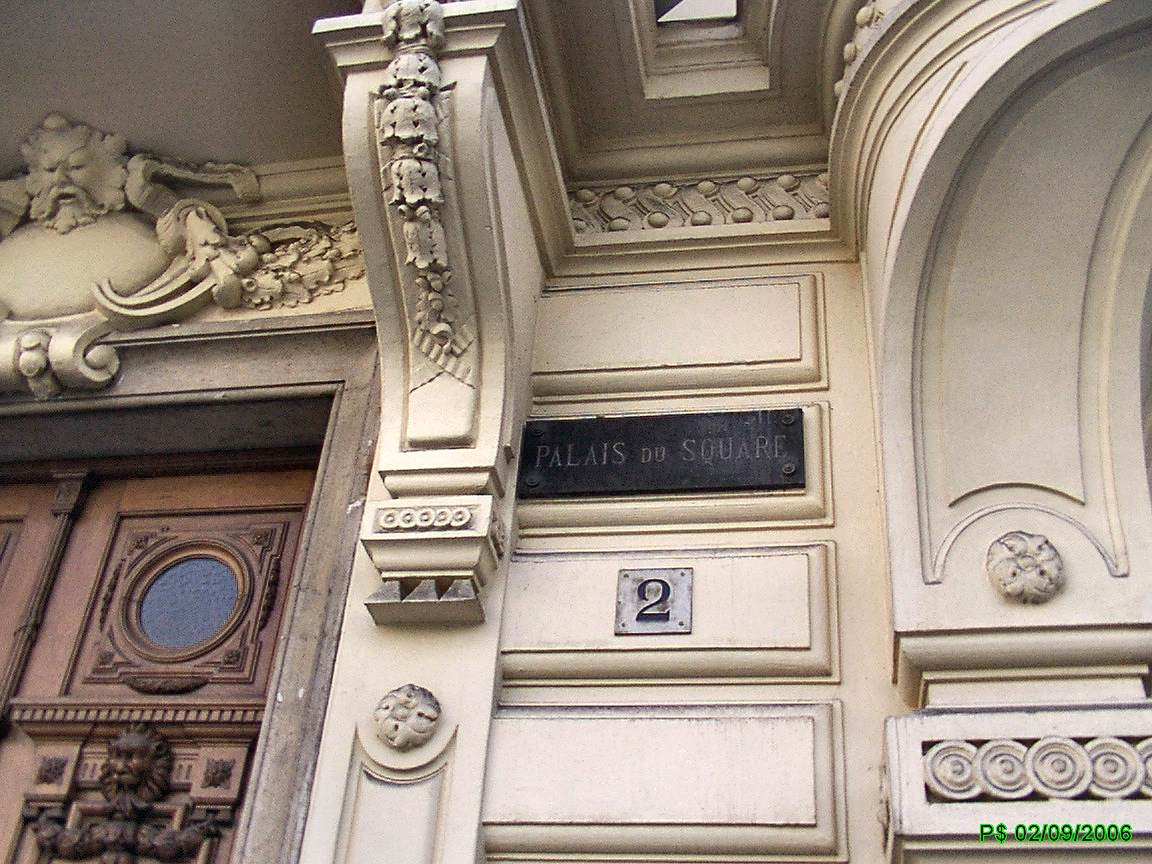
Palais du Square, 2 rue Guiglia et 54 boulevard Victor-Hugo

## Galerie: ornements nominatifs

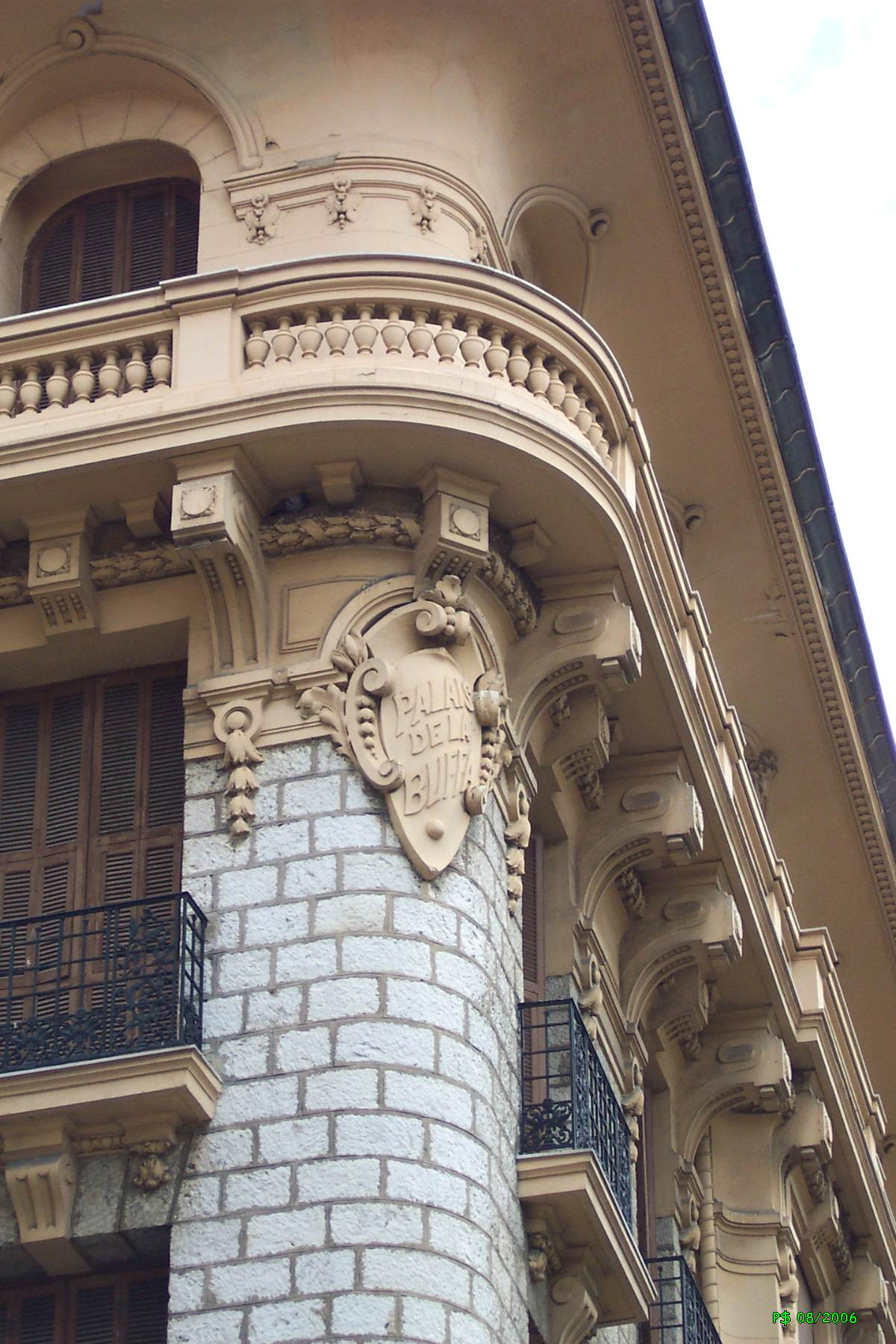
Palais de la Buffa, 24 rue de France
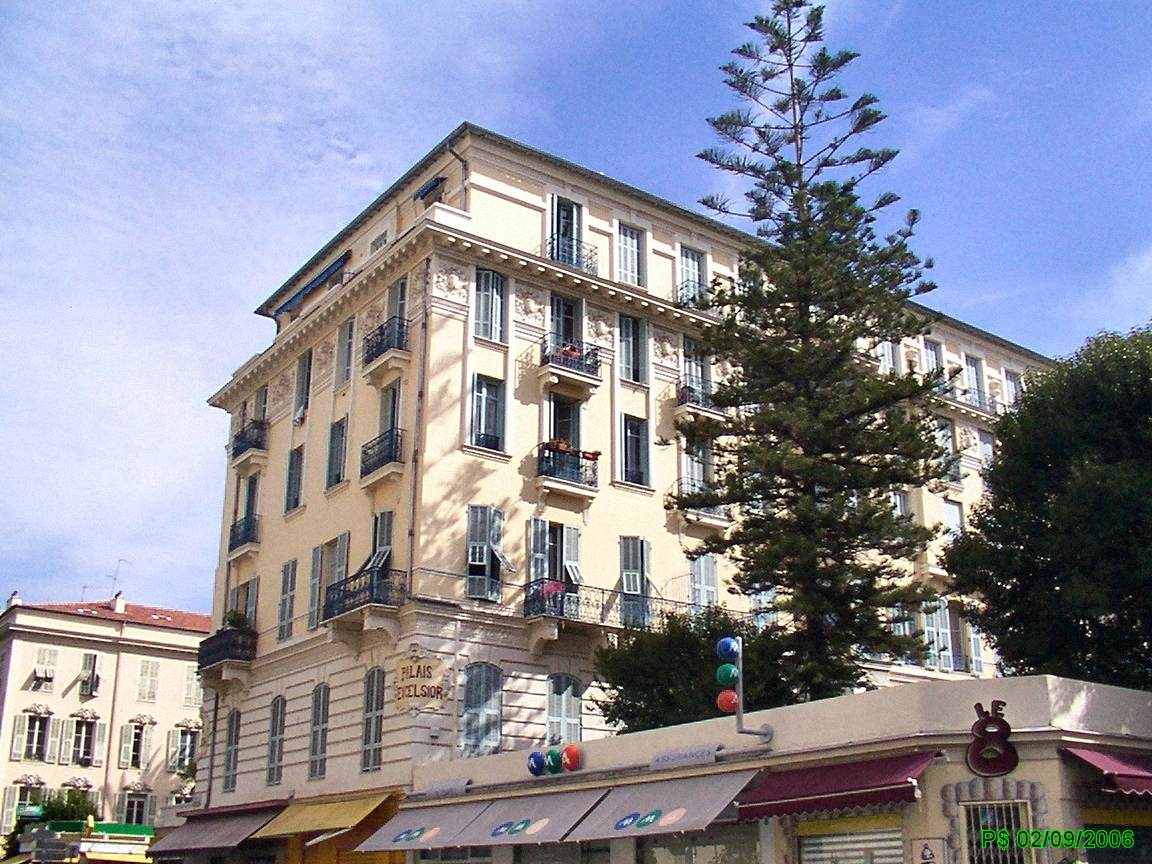
Palais Excelsior, 9 avenue Durante
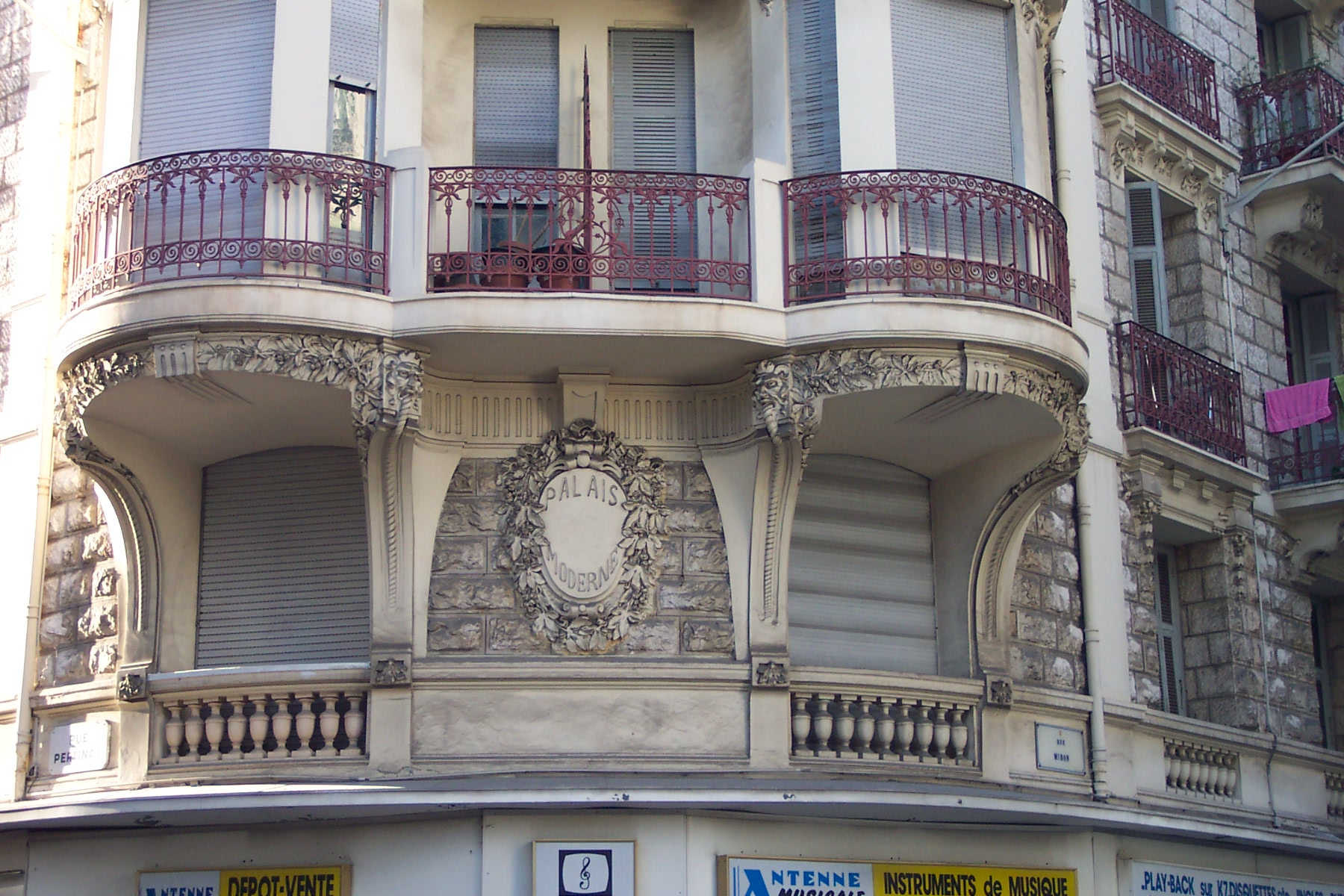
Palais Moderne, 20 rue Pertinax

## Galerie: éléments nominatifs dans le béton

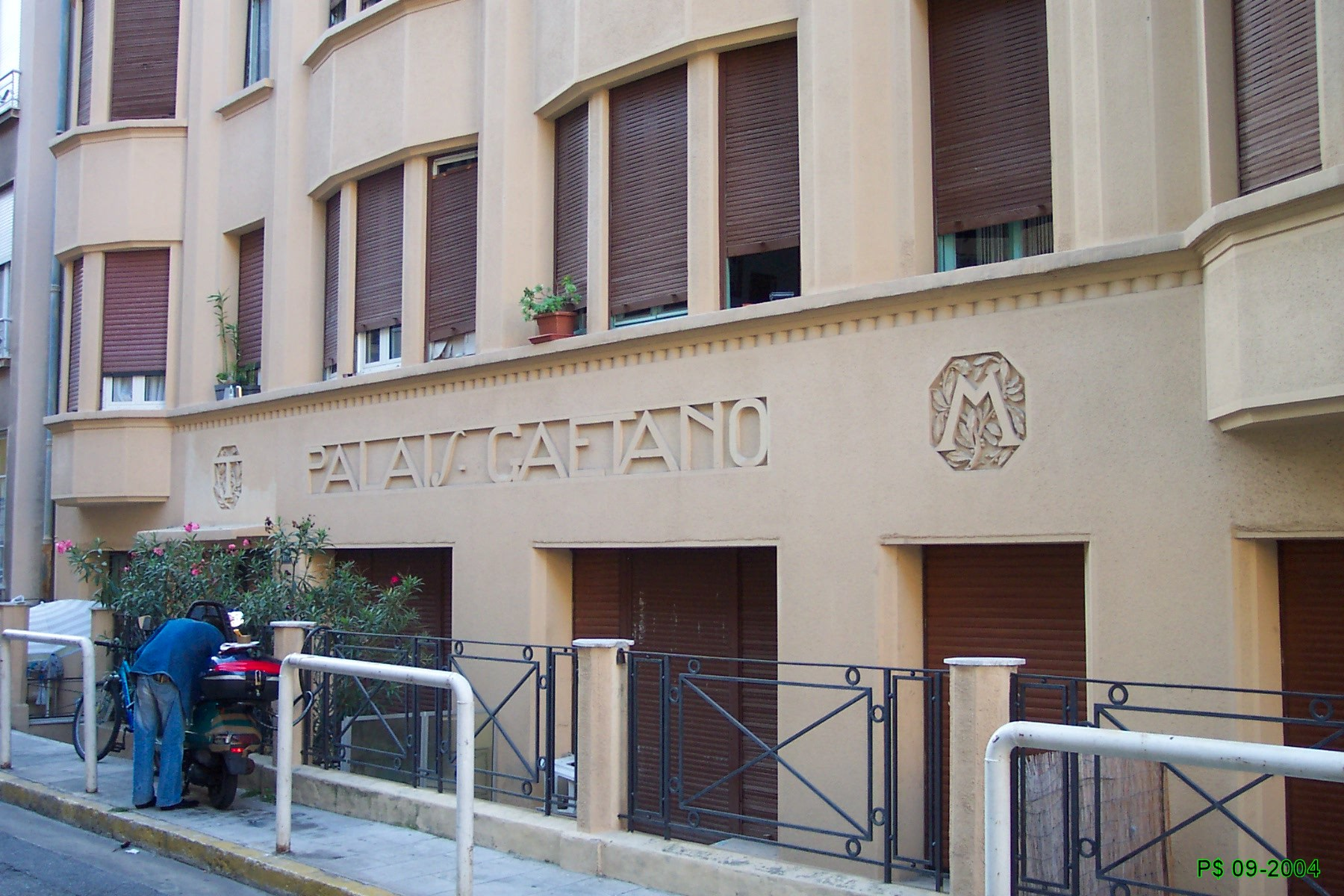
Palais Gaetano, 10 avenue E. Bridault
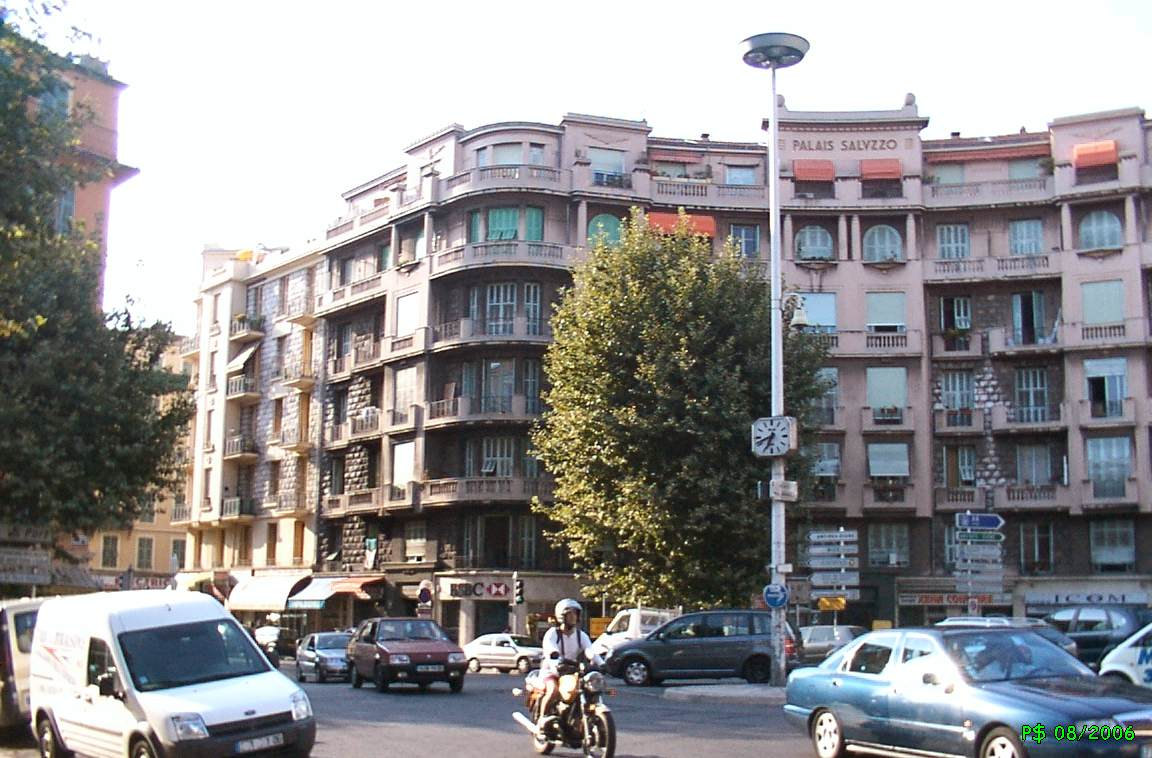
Palais Saluzzo, 1 place Max-Barel
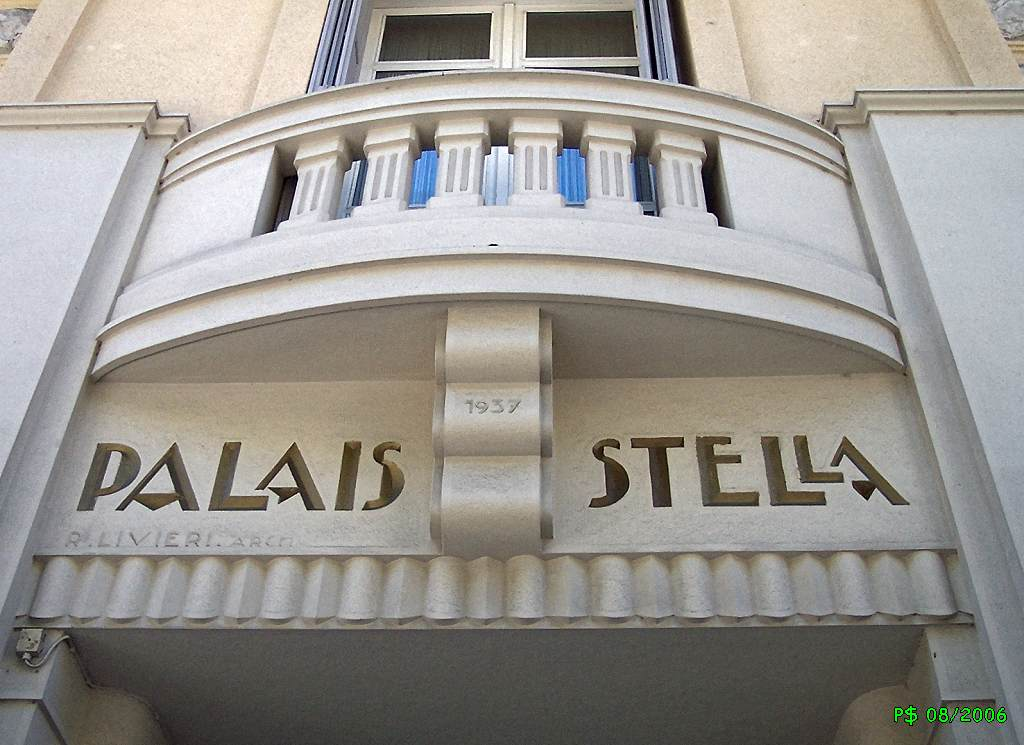
Palais Stella, 9 avenue Desambrois

## Galerie: éléments nominatifs sur verre

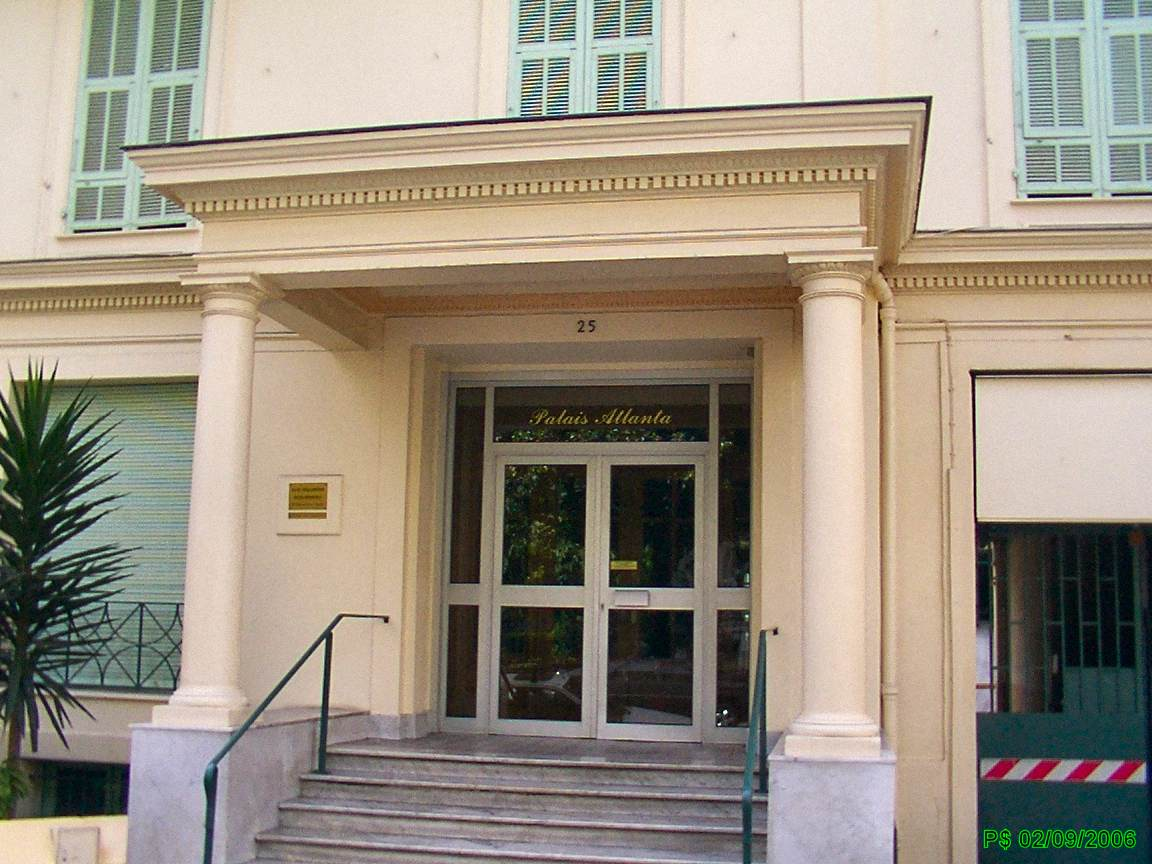
Palais Atlanta, 25 avenue Georges-Clemenceau
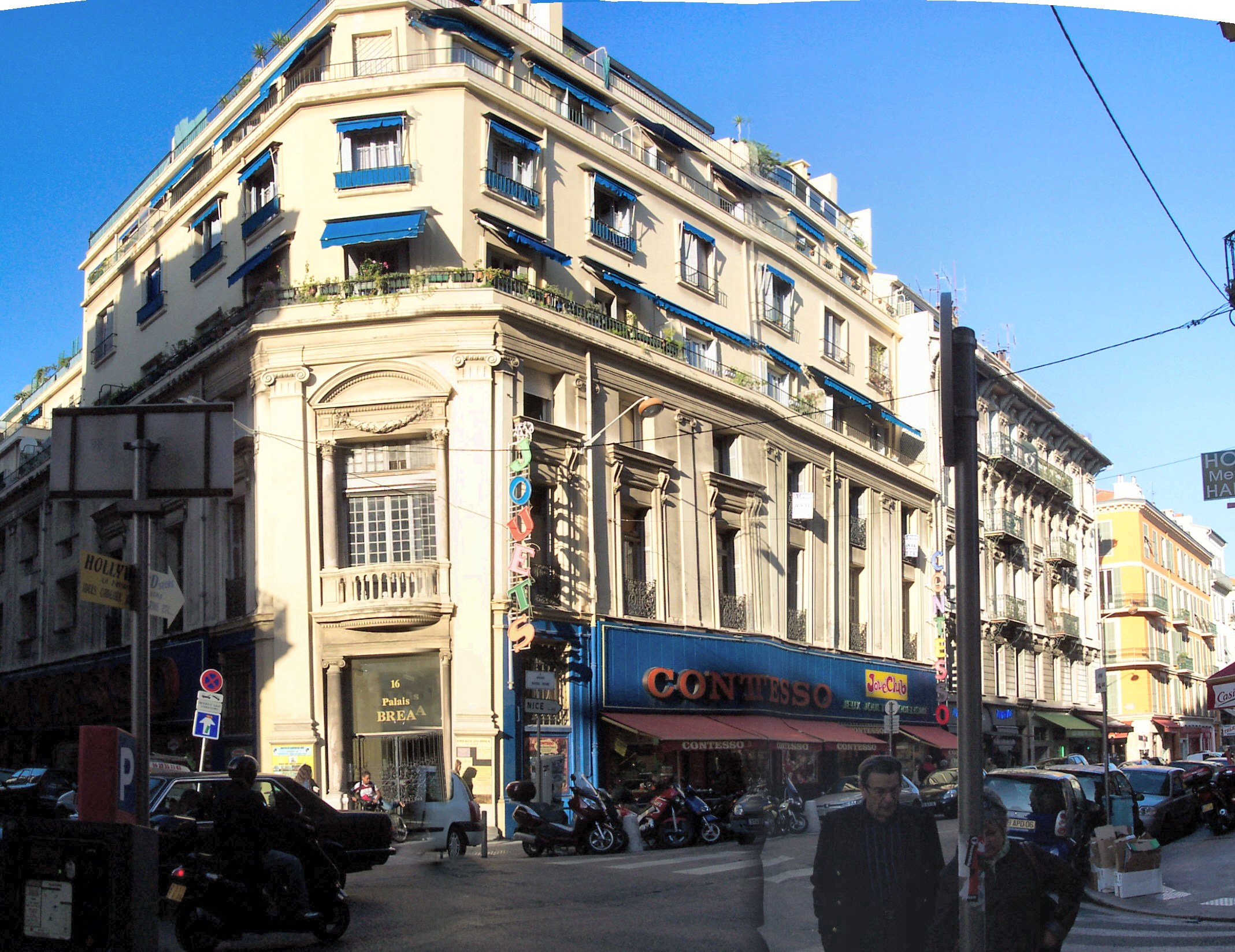
Palais Bréa, 16 avenue Notre-Dame
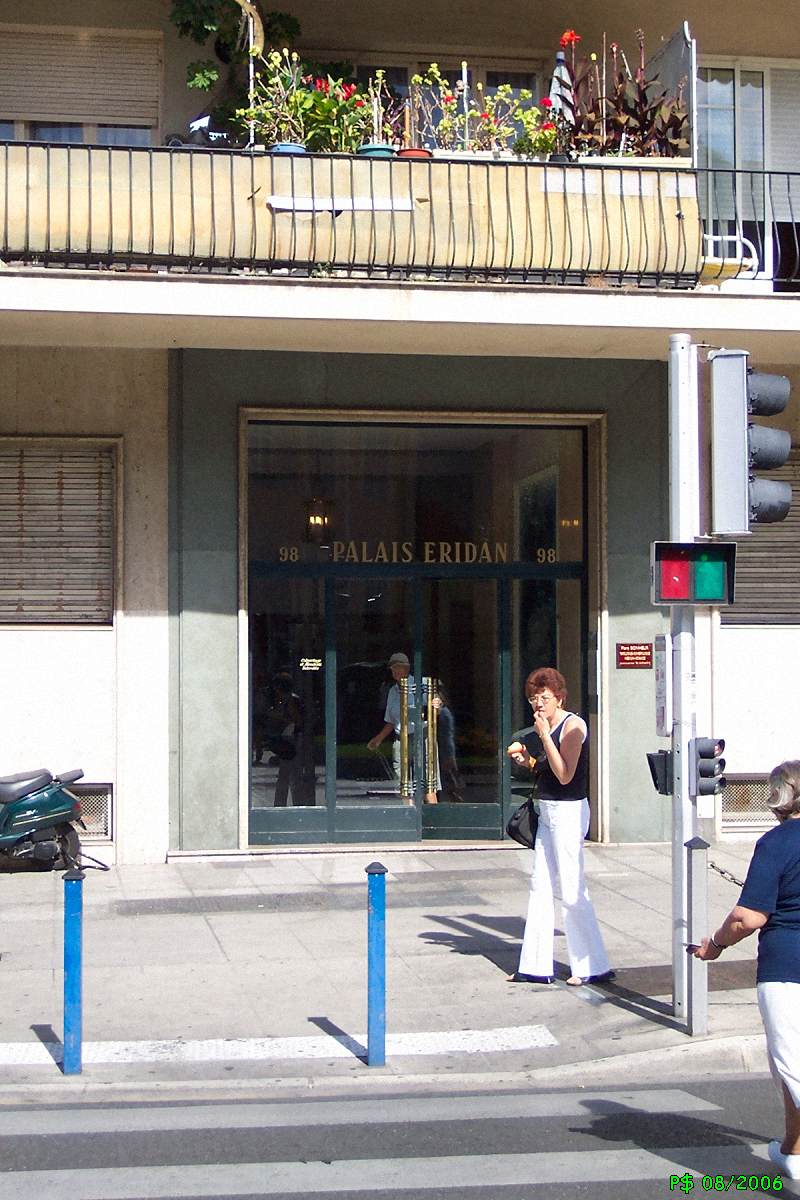
Palais Éridan, 98 rue de France
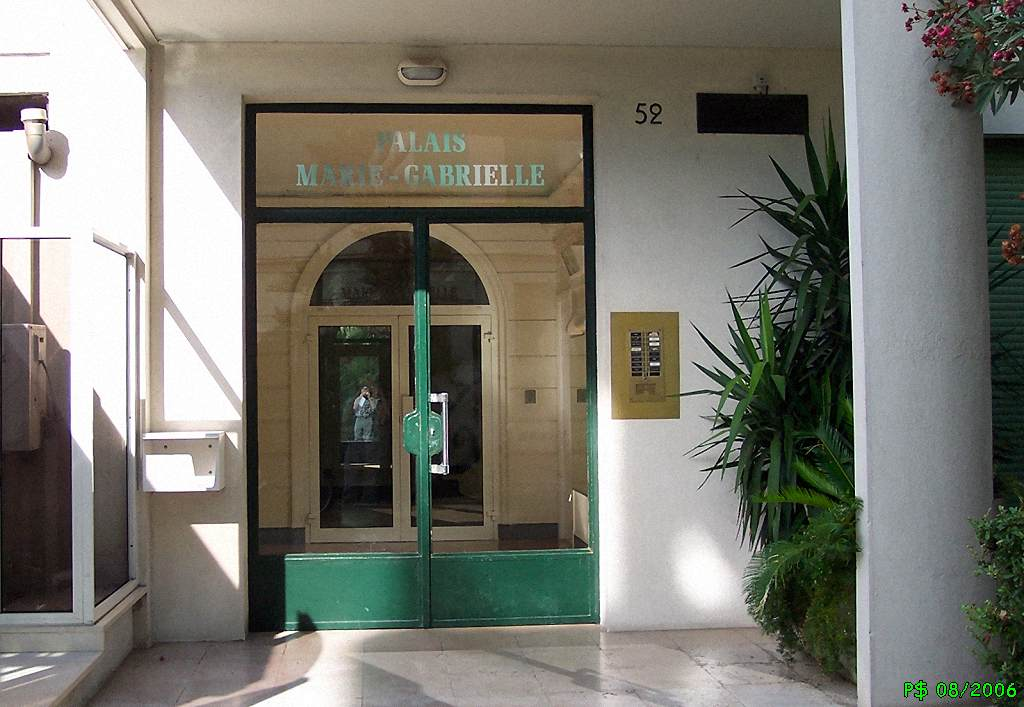
Palais Marie-Gabrielle, 52 promenade des Anglais
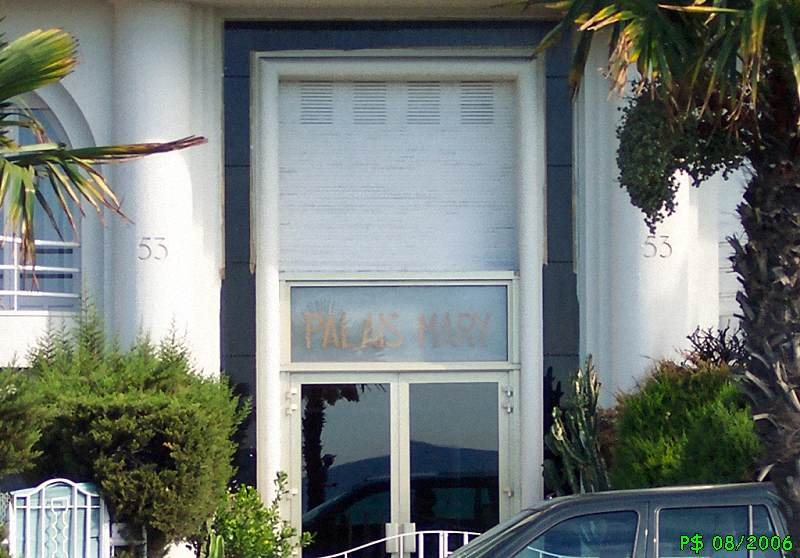
Palais Mary, 53 promenade des Anglais

## Galerie générale

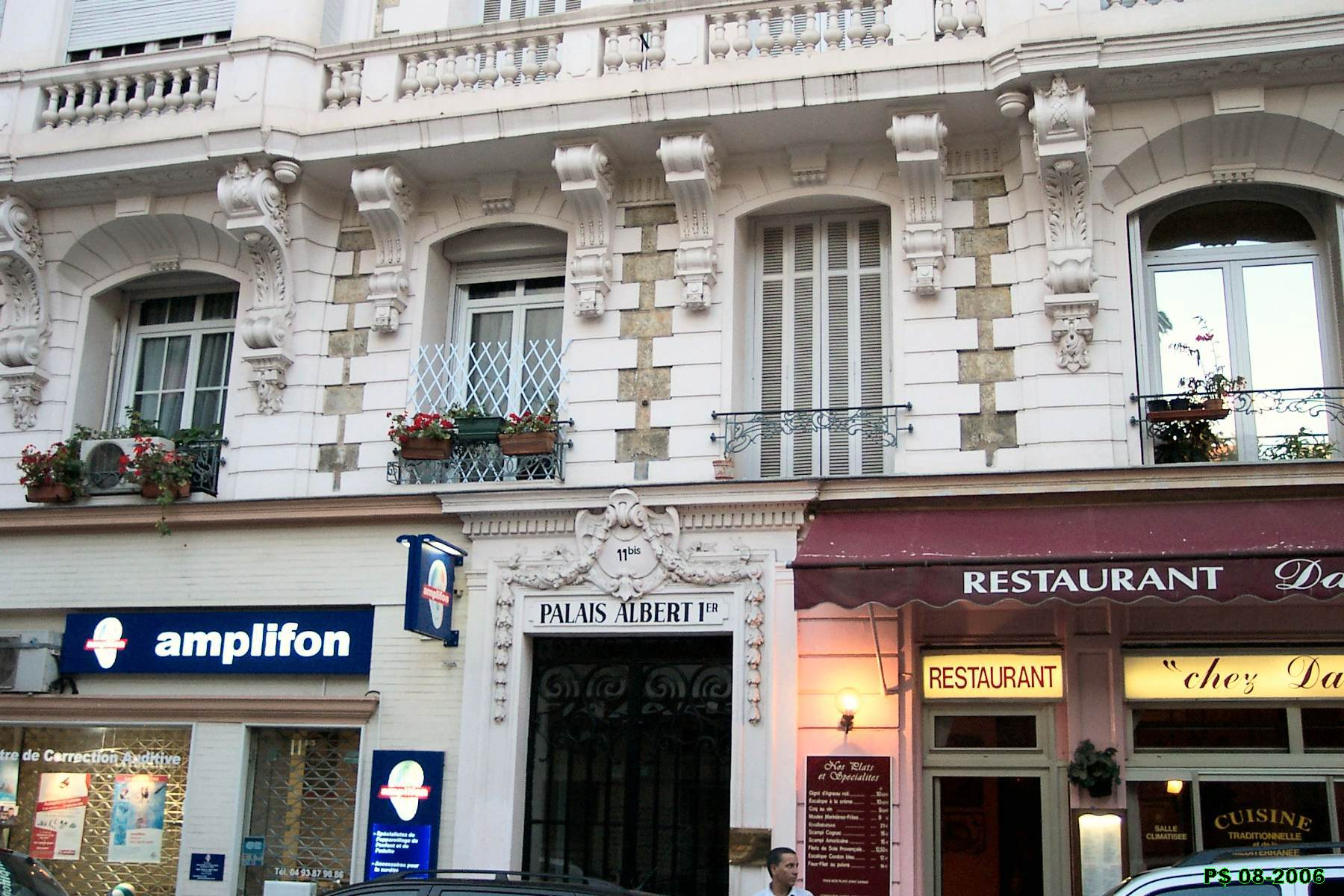
Palais Albert 1er, 11 bis rue Grimaldi
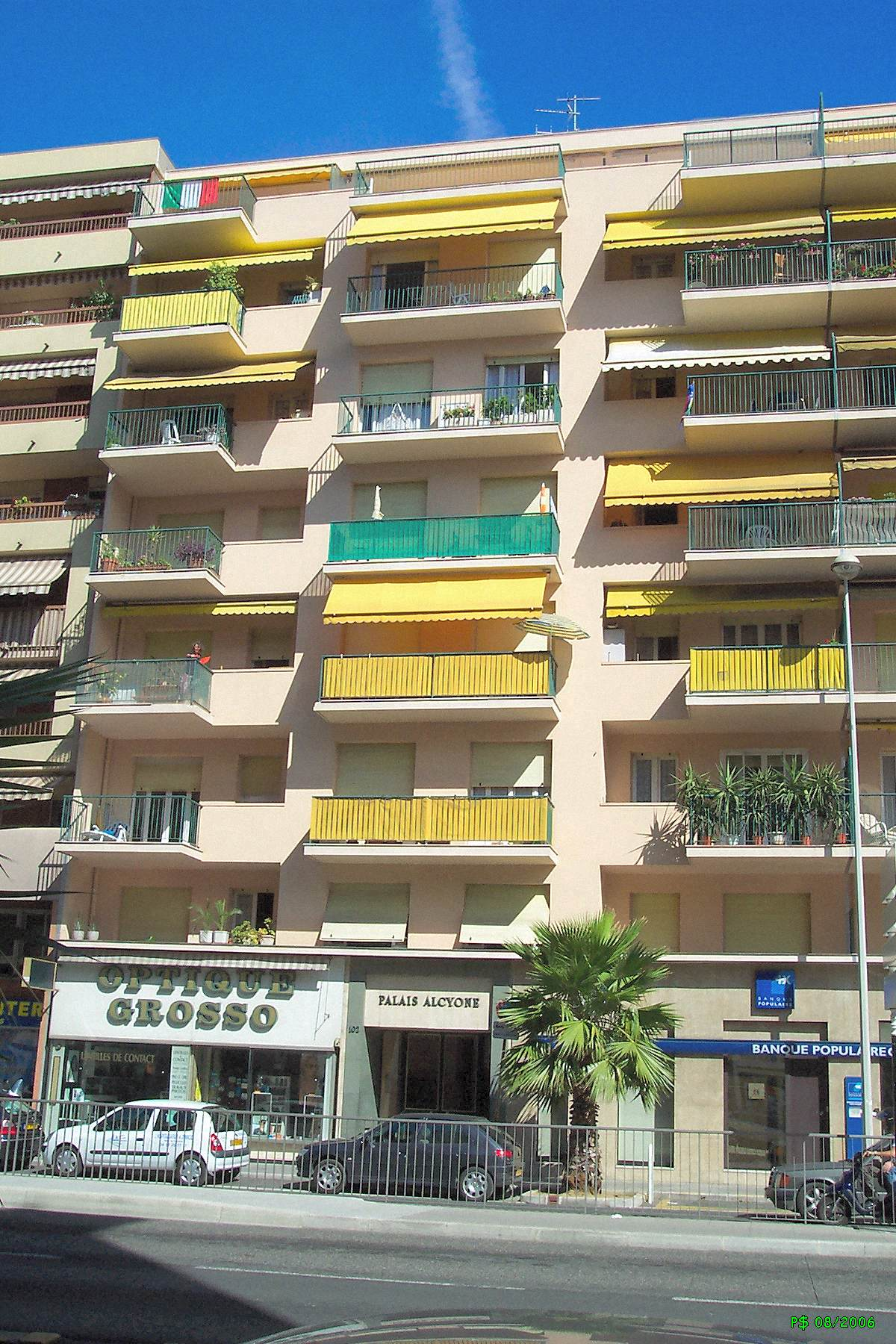
Palais Alcyone, 102 rue de France
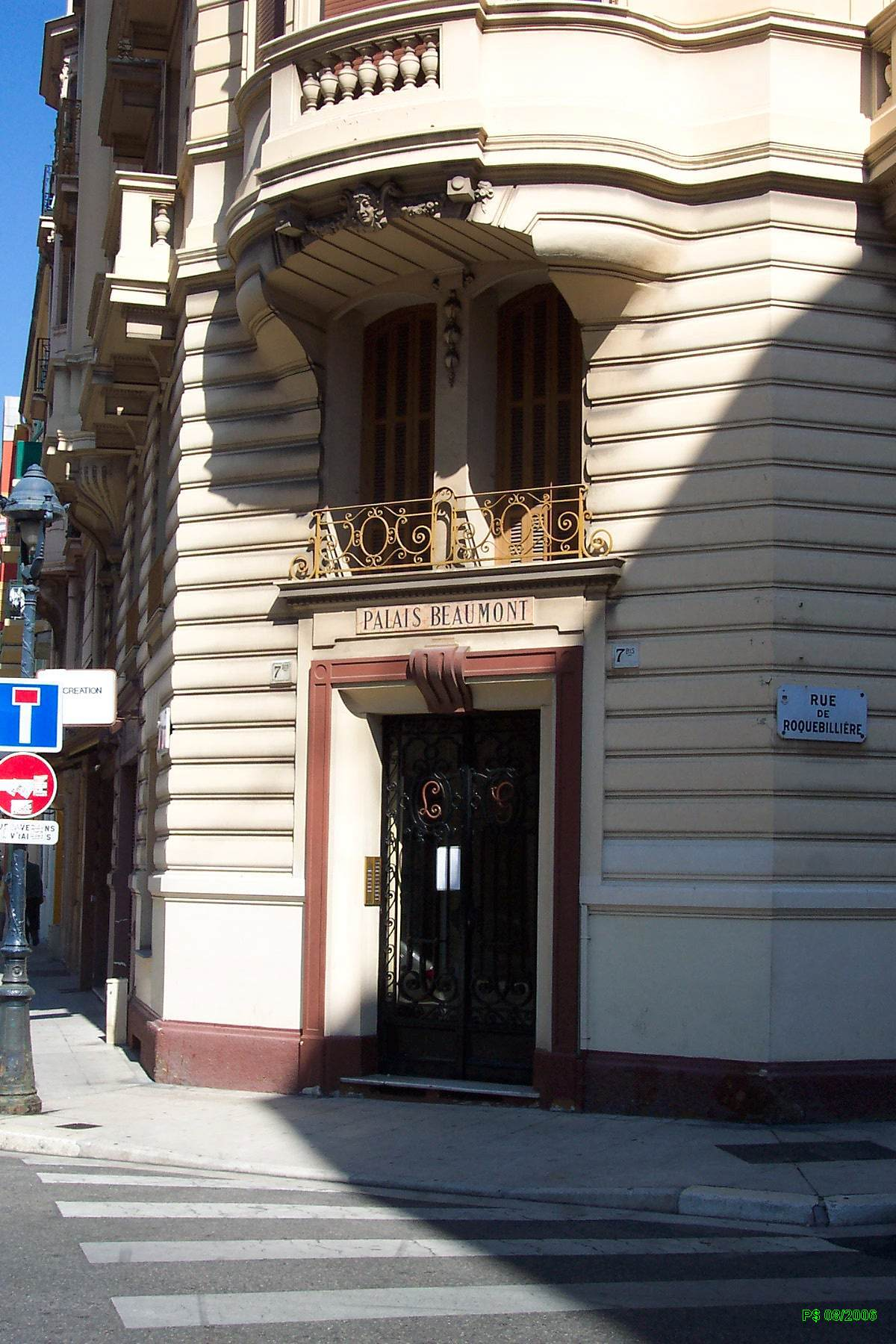
Palais Beaumont, 7 bis rue Beaumont
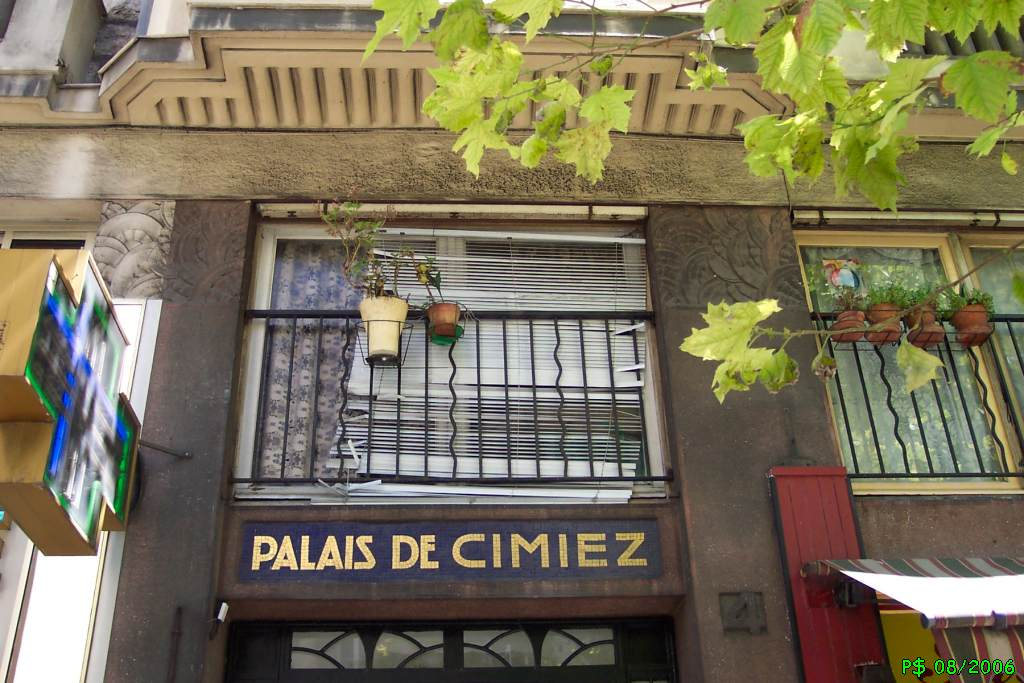
Palais de Cimiez, 4 avenue Desambrois
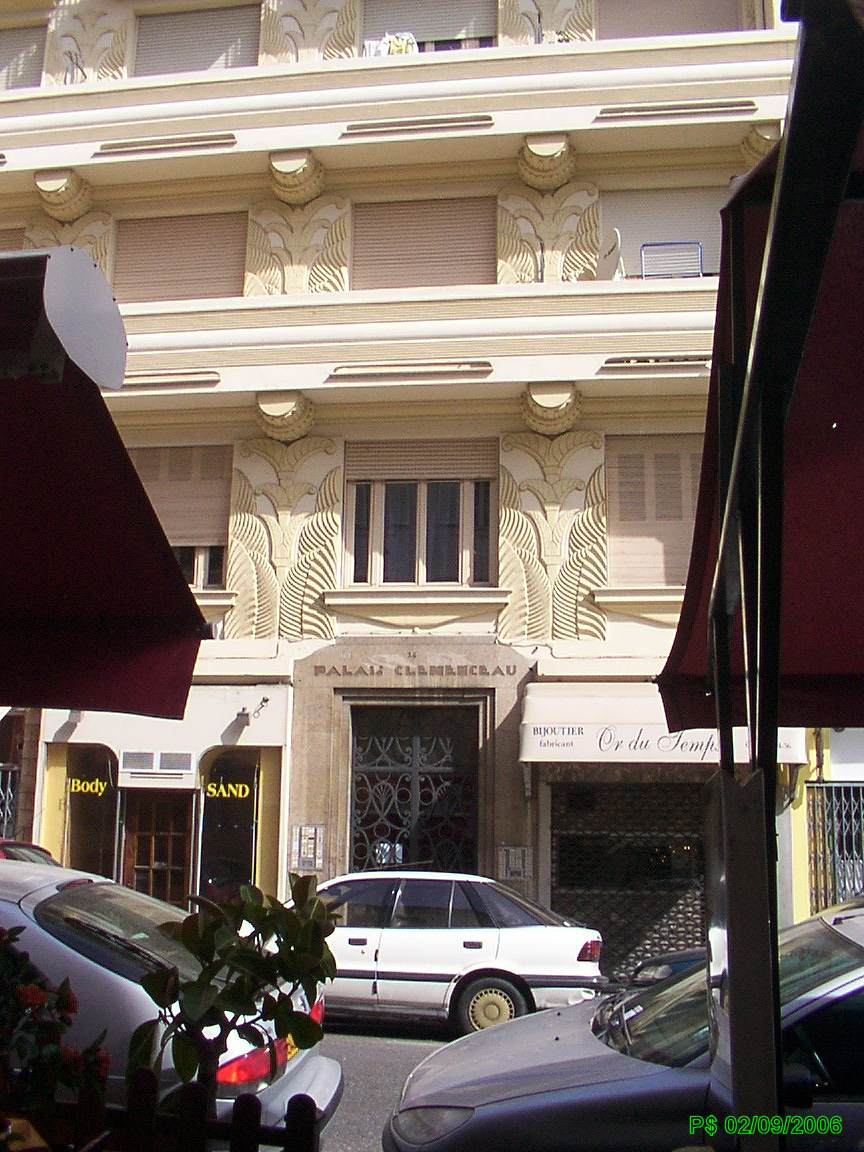
Palais Clemenceau, 34 avenue Georges-Clemenceau
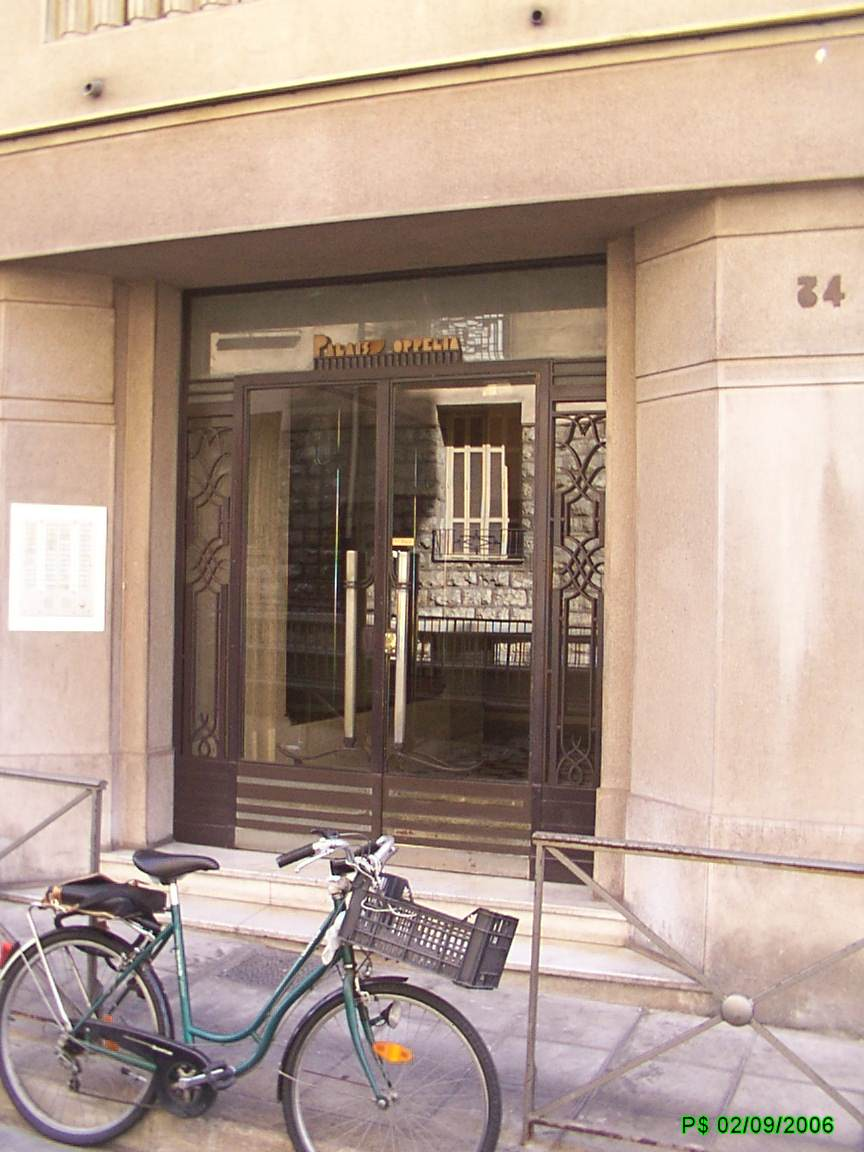
Palais Coppelia, 34 rue Guiglia
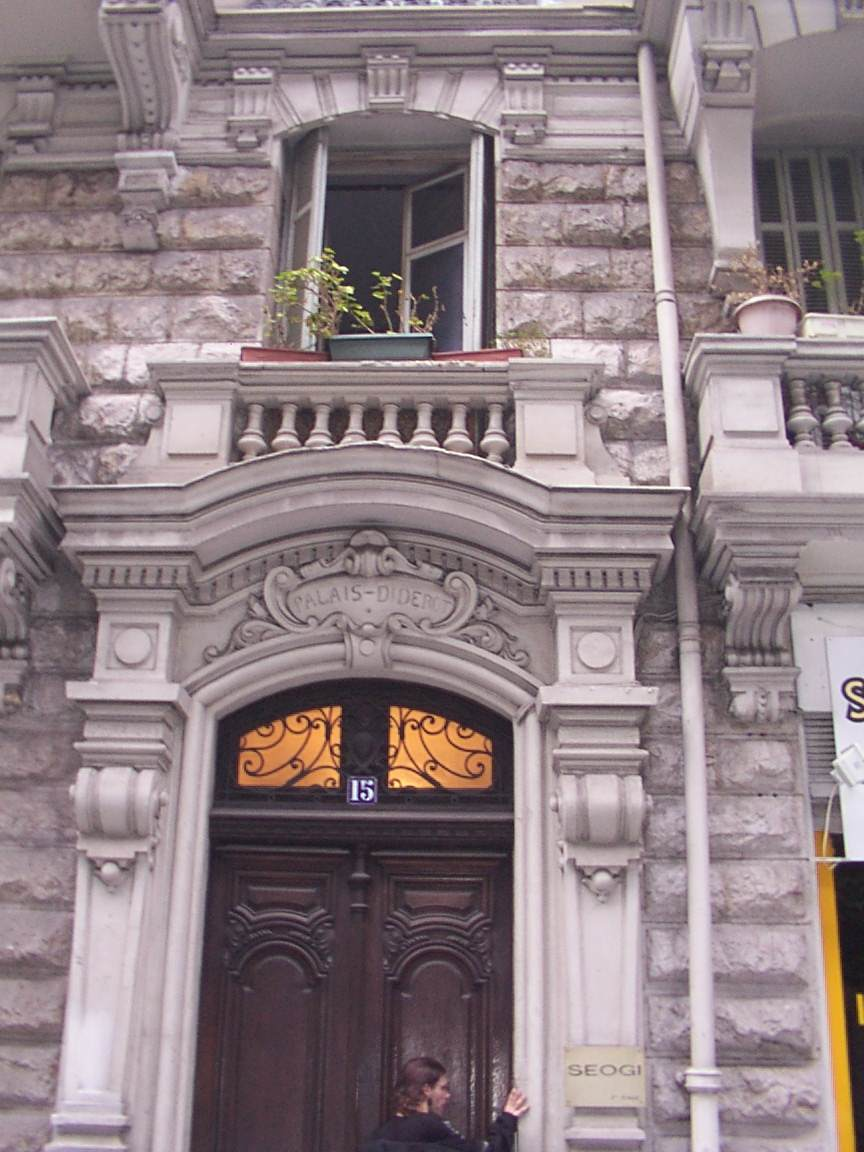
Palais Diderot, 15 rue Rouget de L'Isle (coin de la rue Diderot)
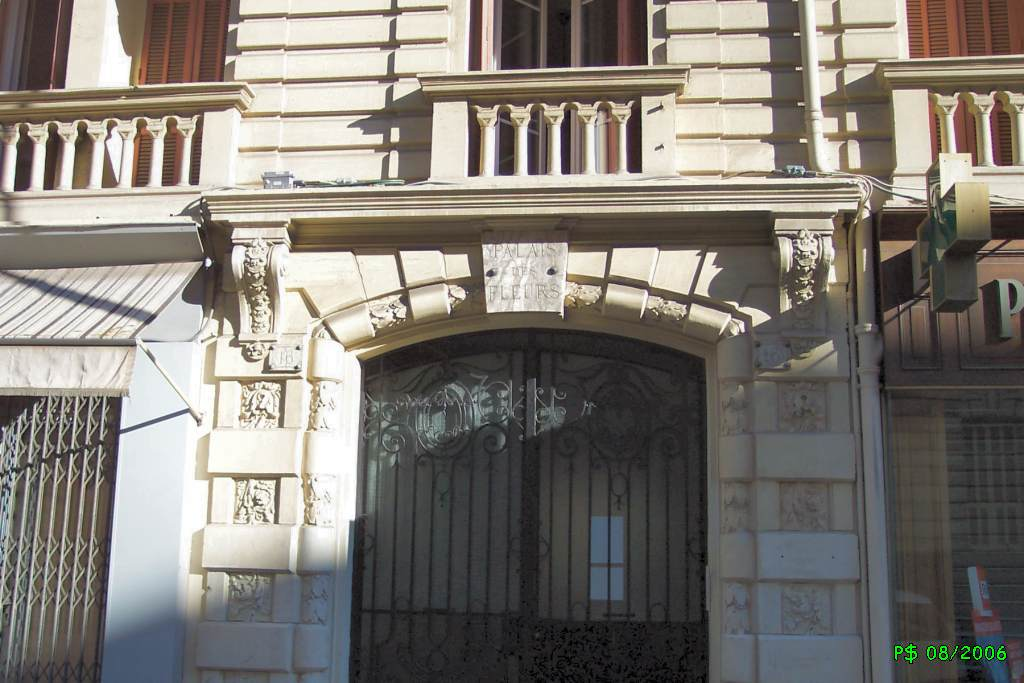
Palais des Fleurs, 16 et 18 avenue Georges-Clemenceau
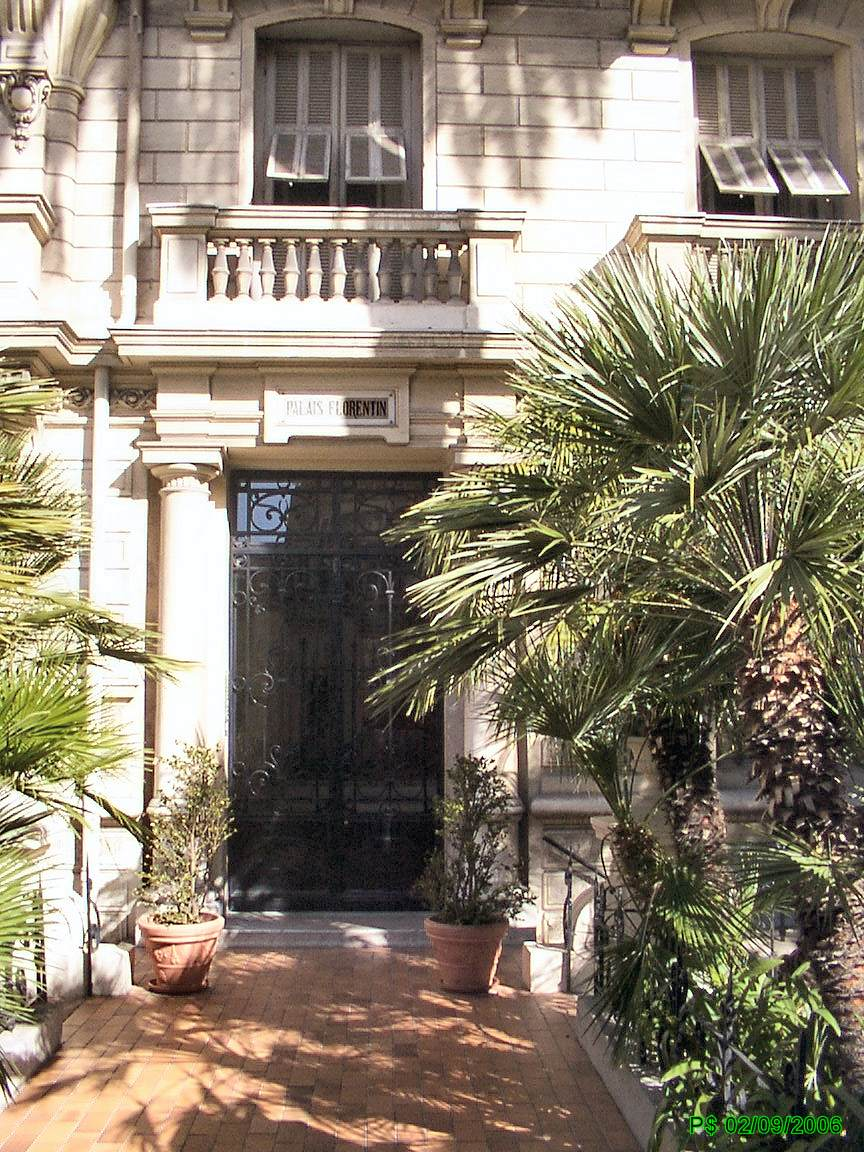
Palais Florentin, 28 avenue Maréchal-Foch
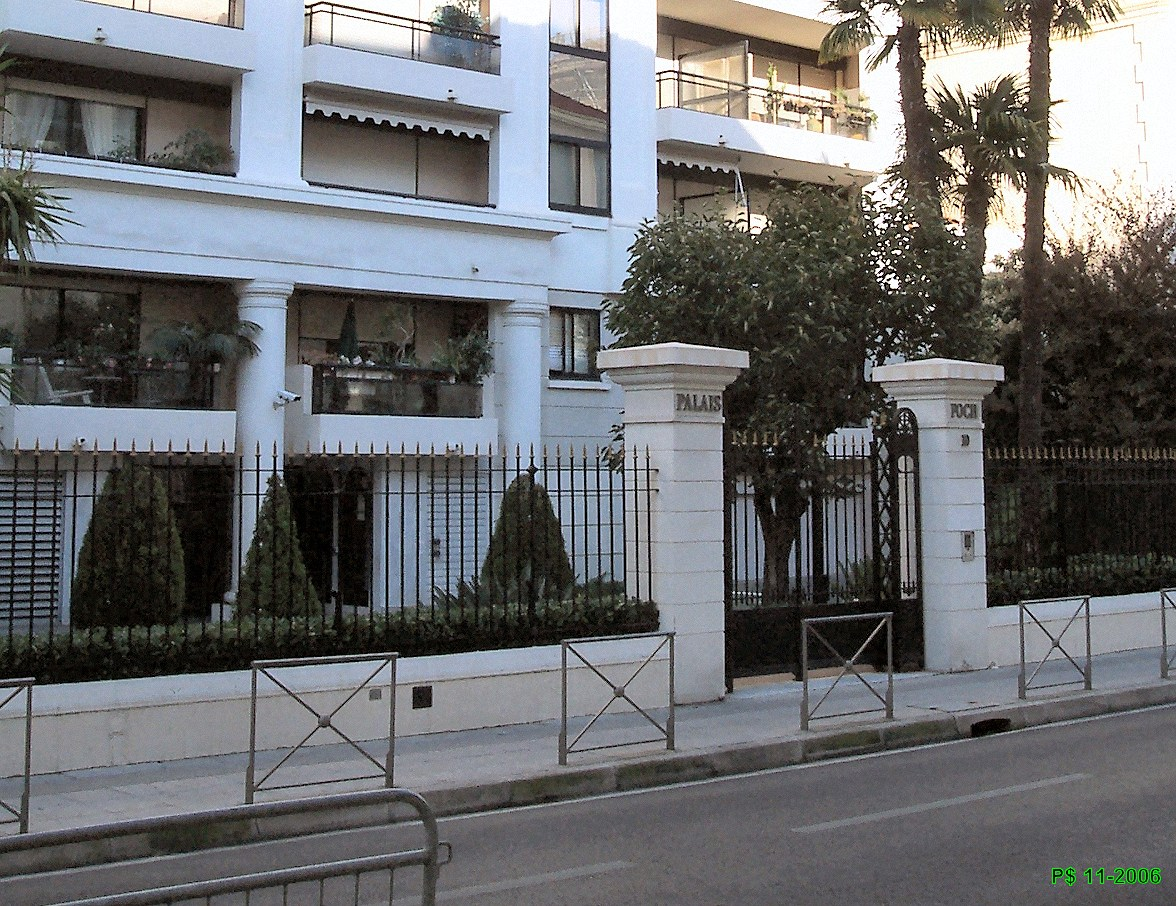
Palais Foch, 10 avenue Maréchal-Foch
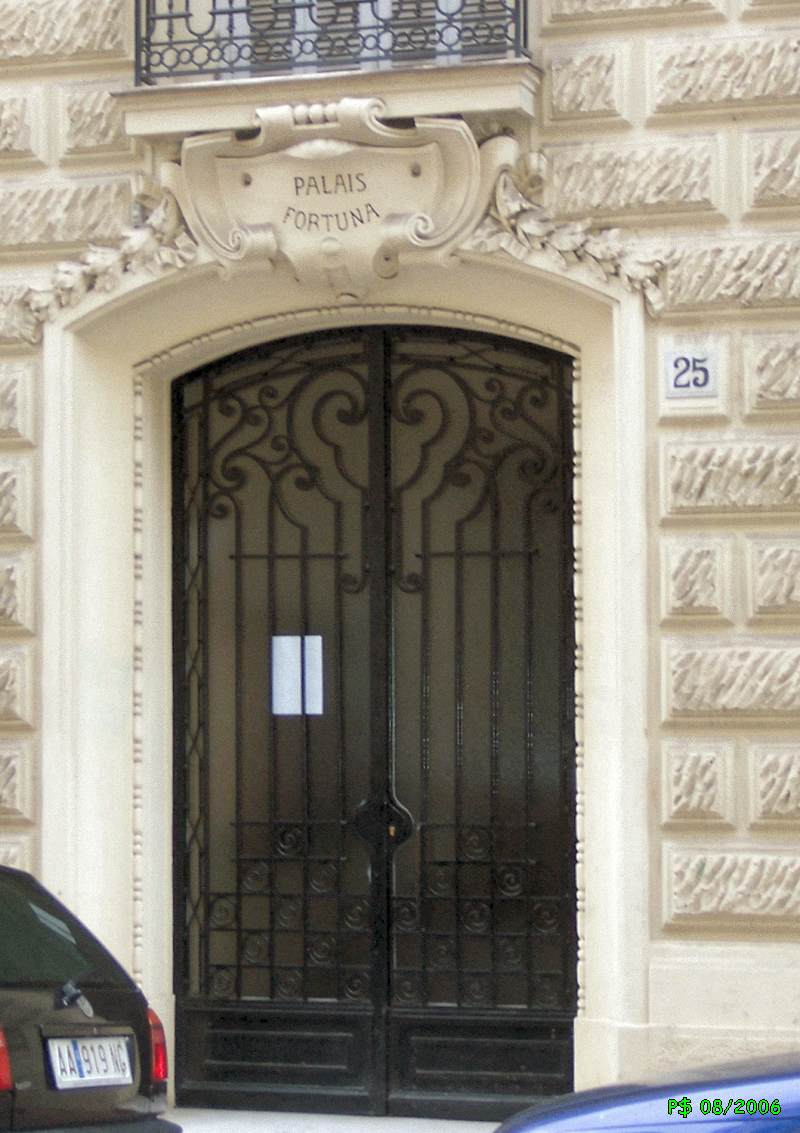
Palais Fortuna, 25 rue de Rivoli
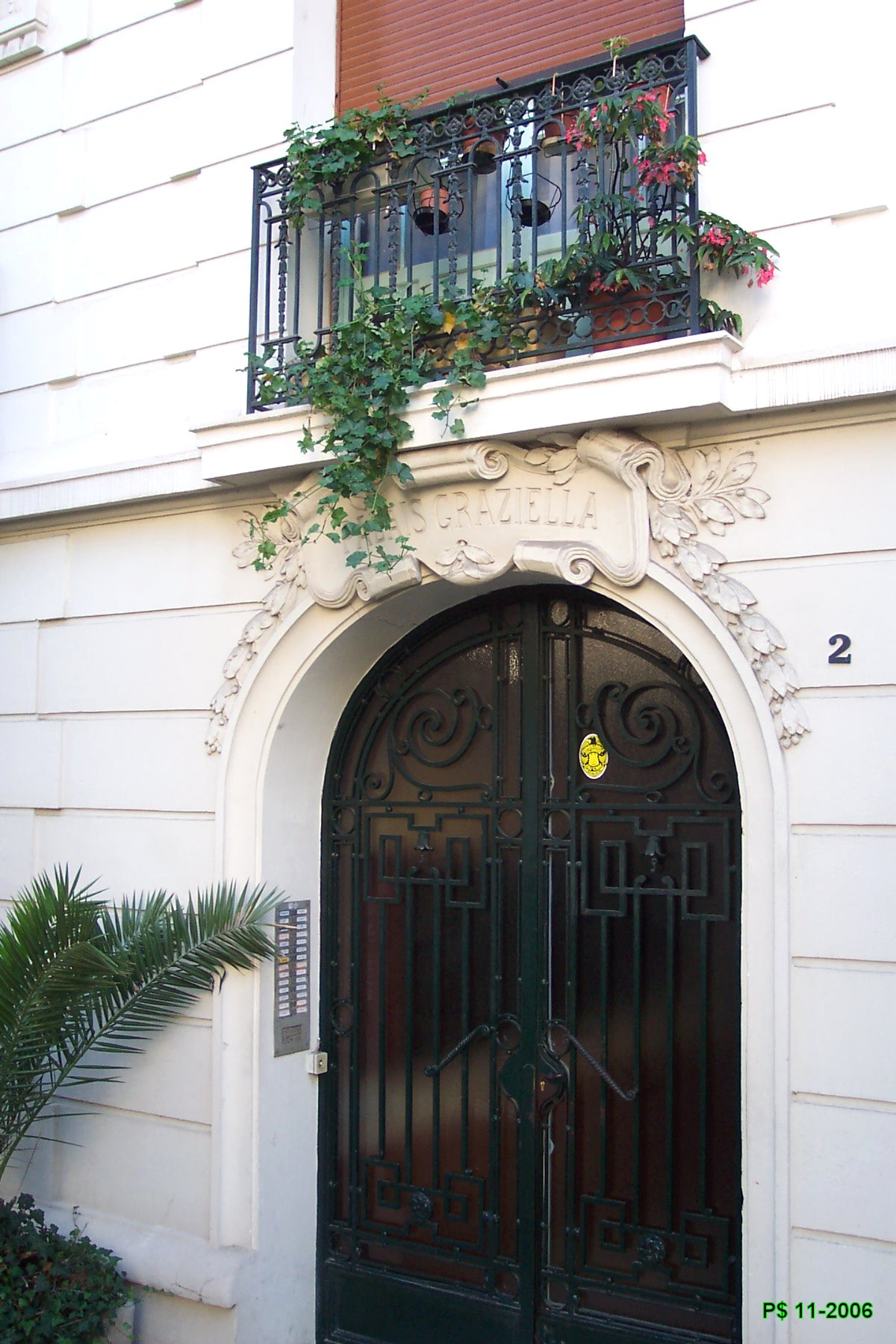
Palais Graziella, 2 rue Spitalieri
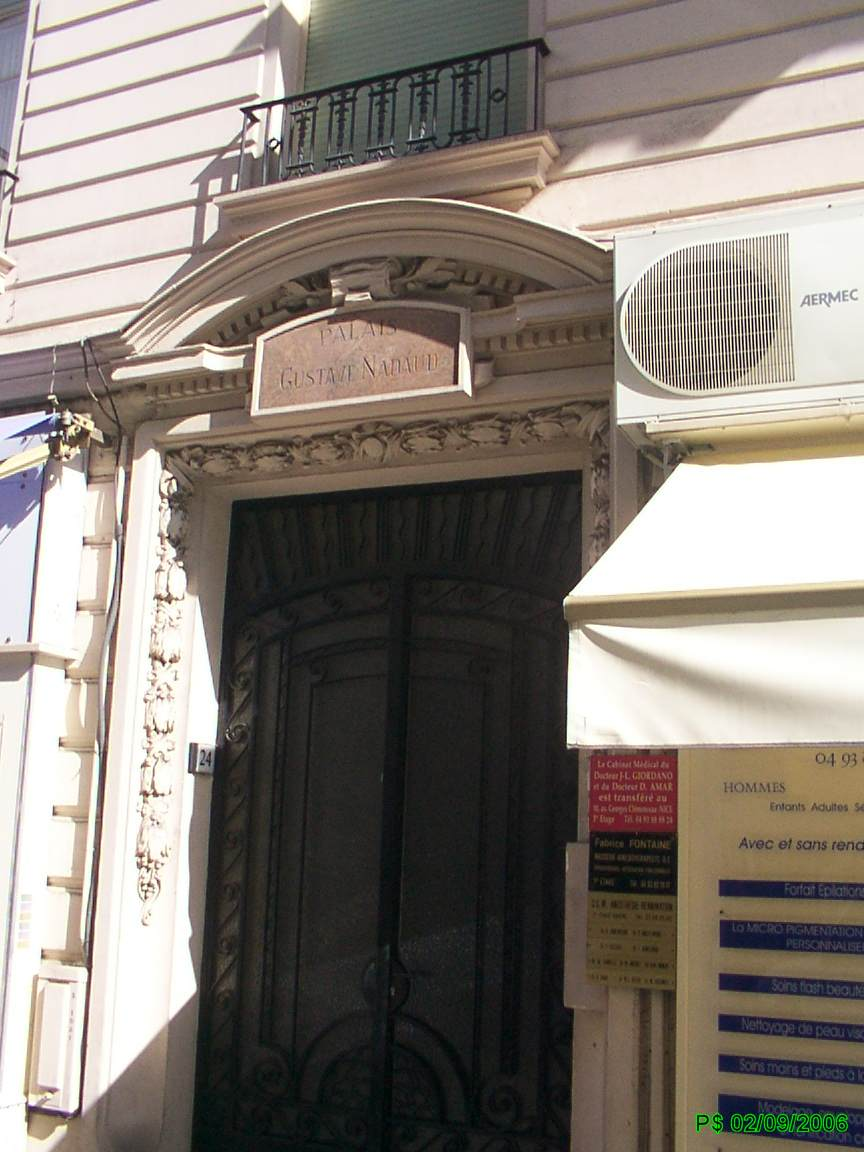
Palais Gustave Nadaud, 24 avenue Georges-Clemenceau
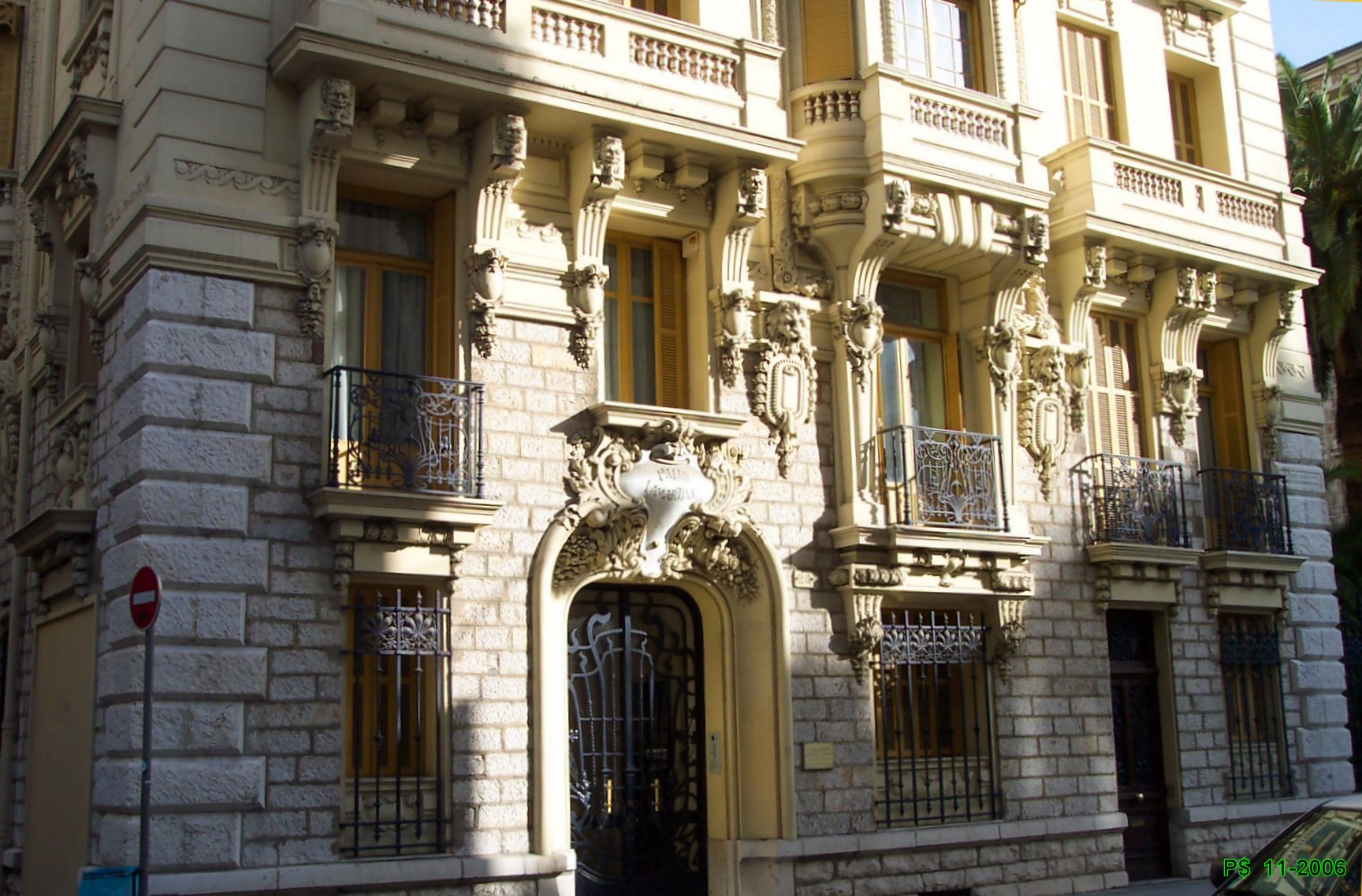
Palais Lamartine, 24 rue Lamartine
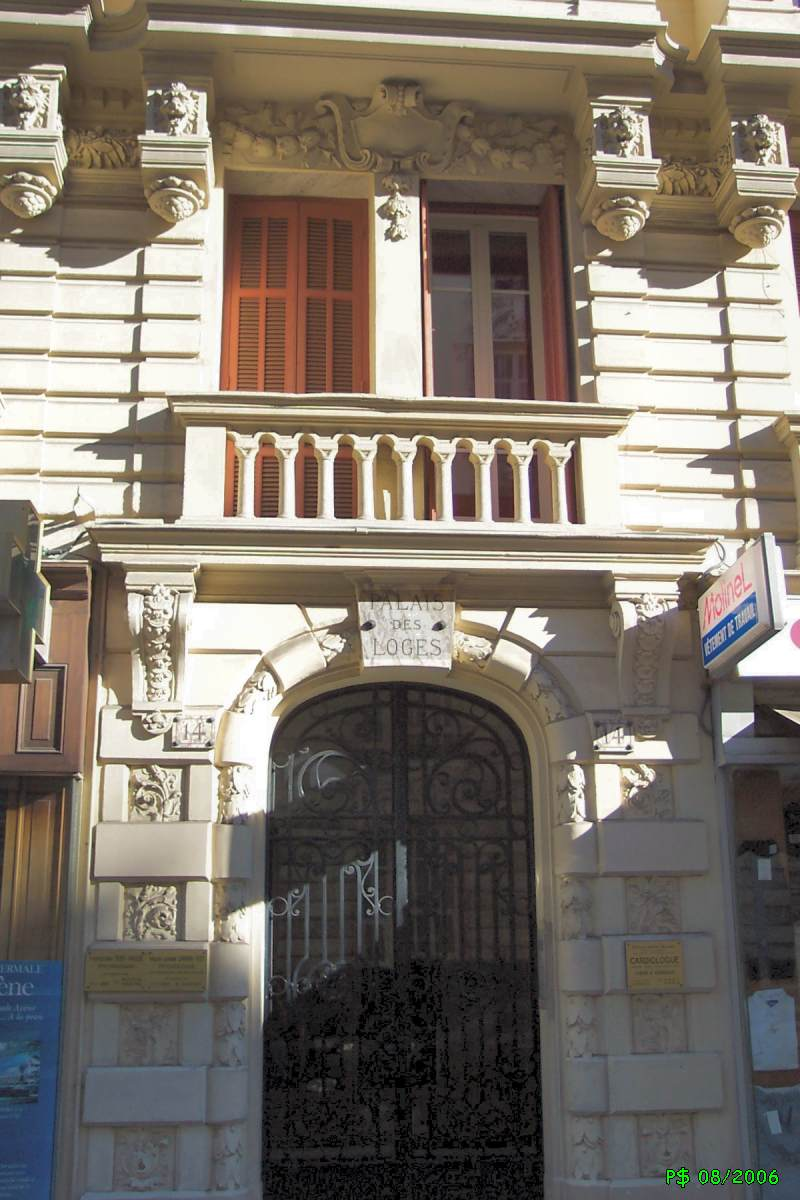
Palais des Loges, 14 rue Georges-Clemenceau
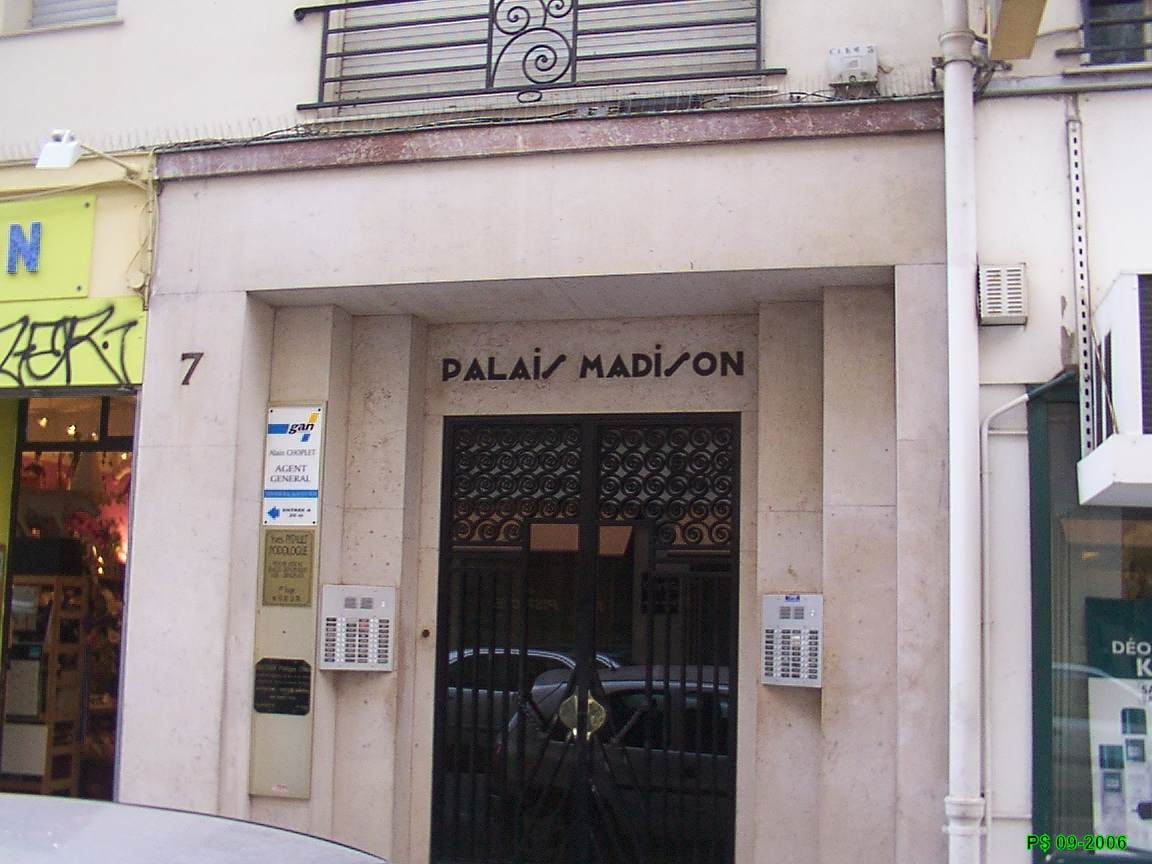
Palais Madison, 7 rue de Russie
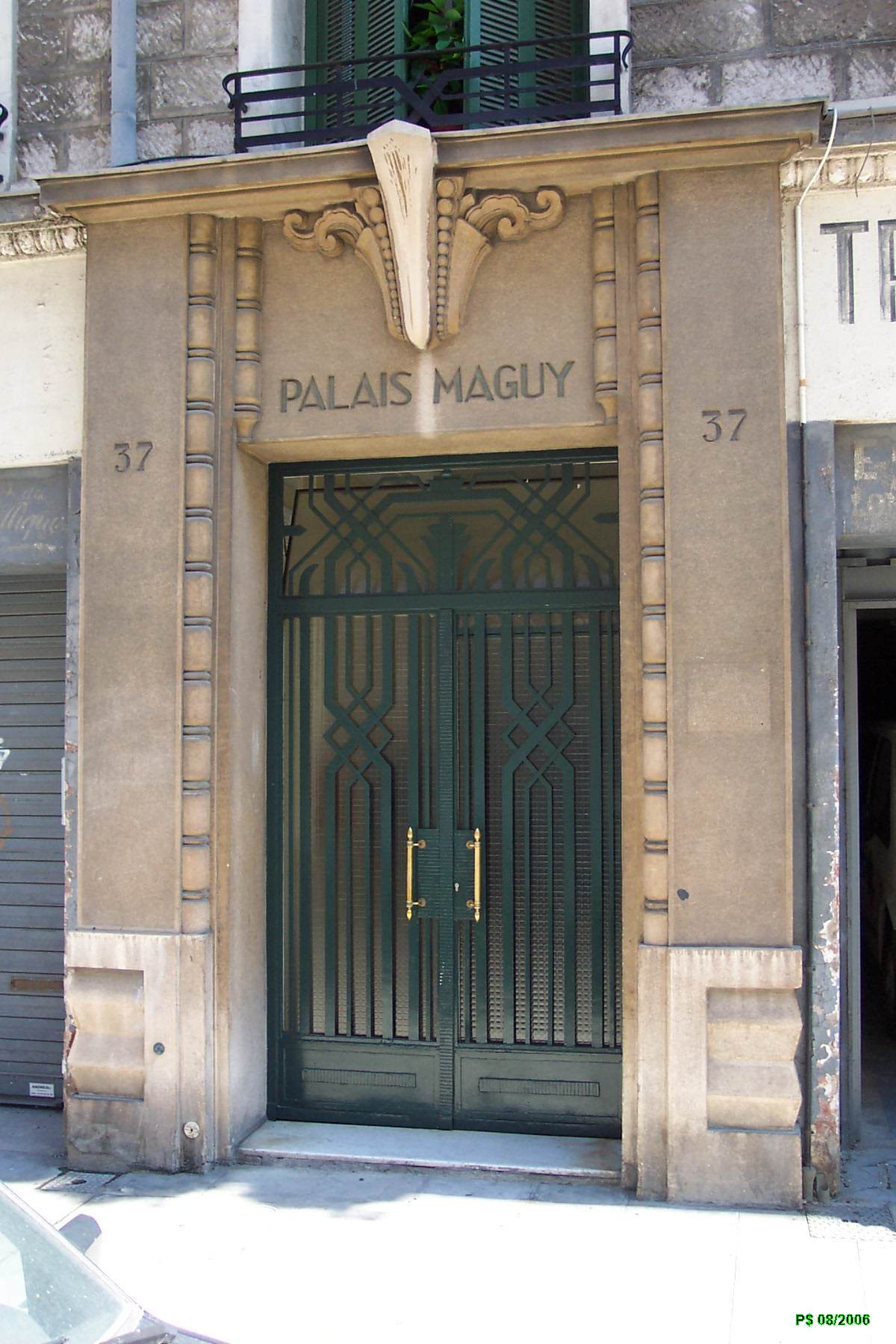
Palais Maguy, 37 rue Smollett (coin rue De Orestis).
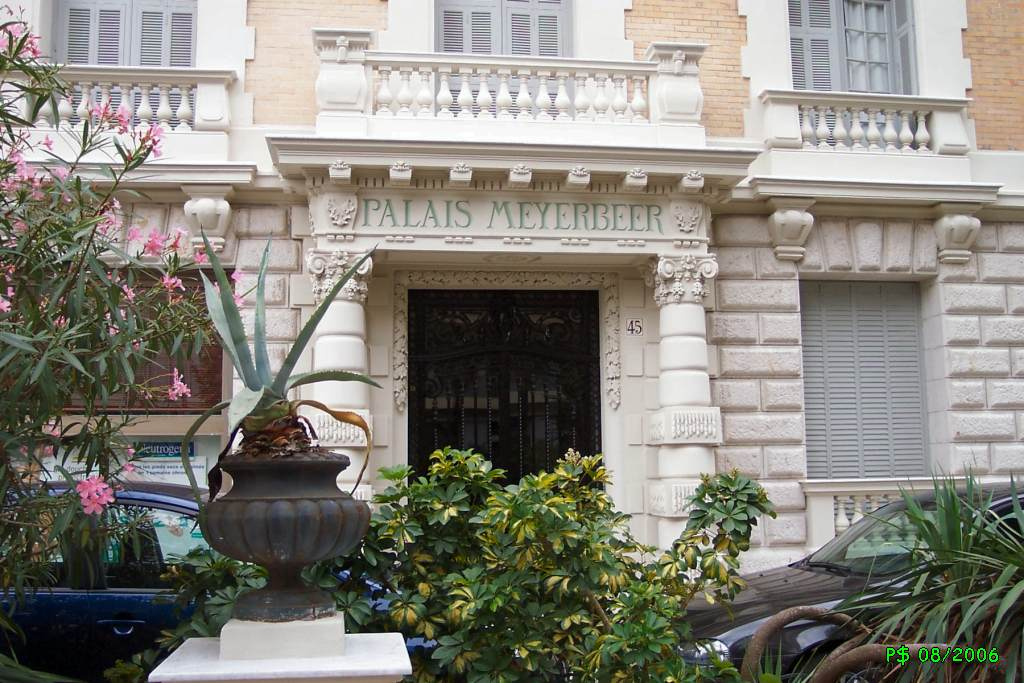
Palais Meyerbeer, 45 boulevard Victor-Hugo
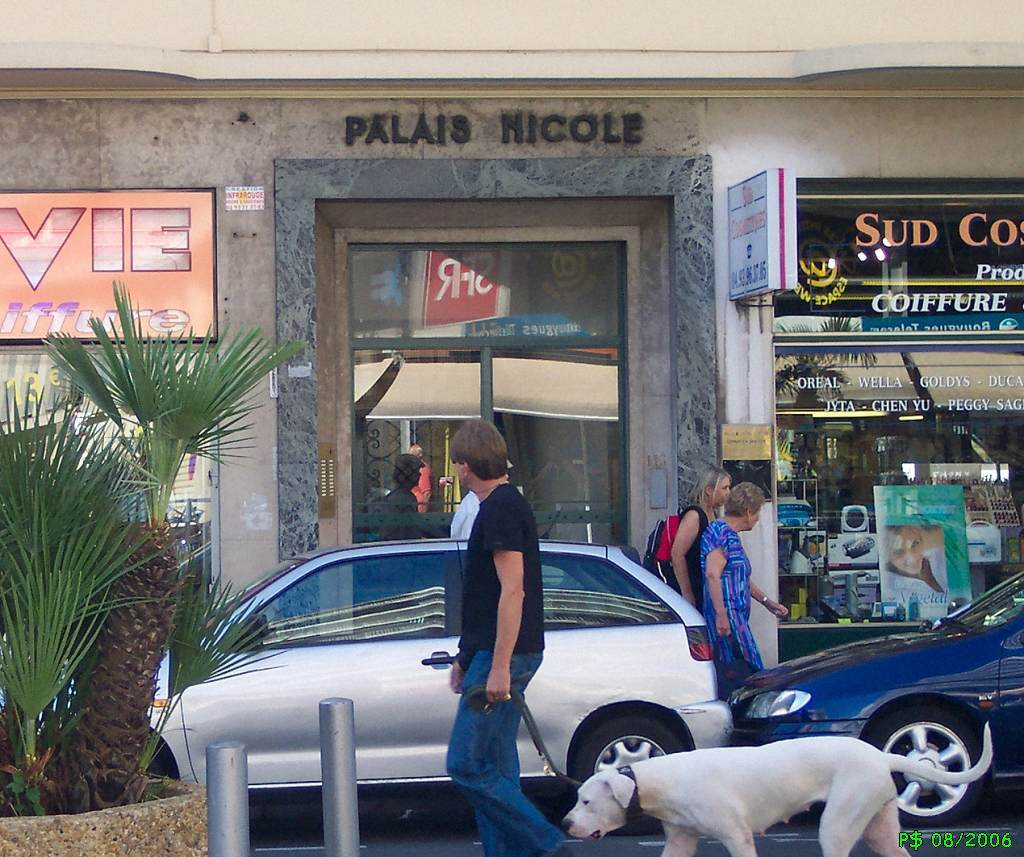
Palais Nicole, 113 rue de France
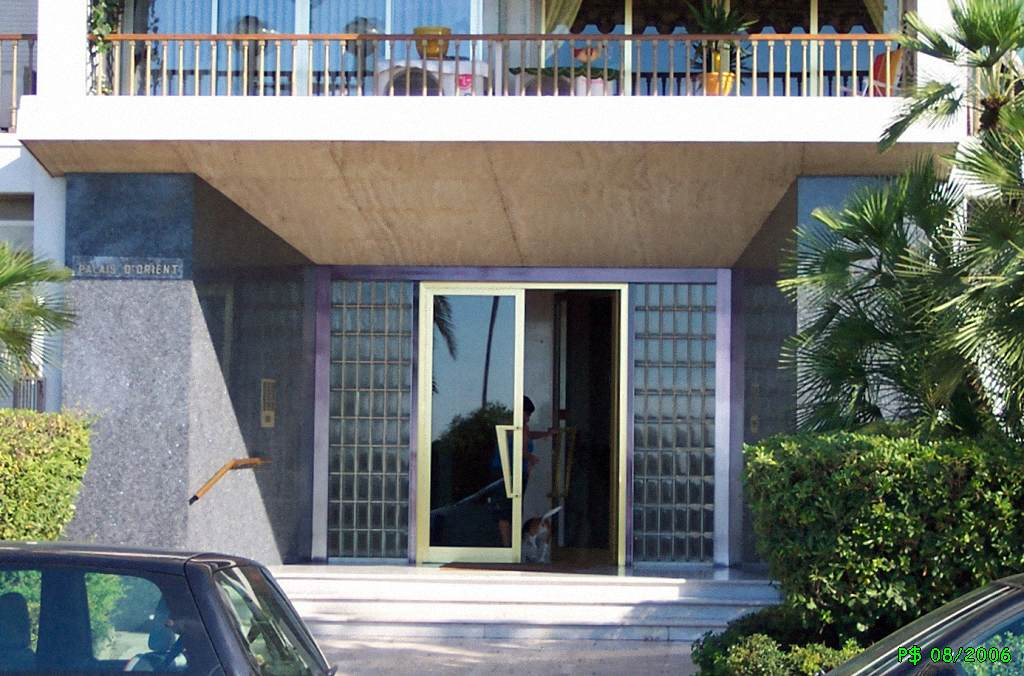
Palais d'Orient, 83-85 promenade des Anglais
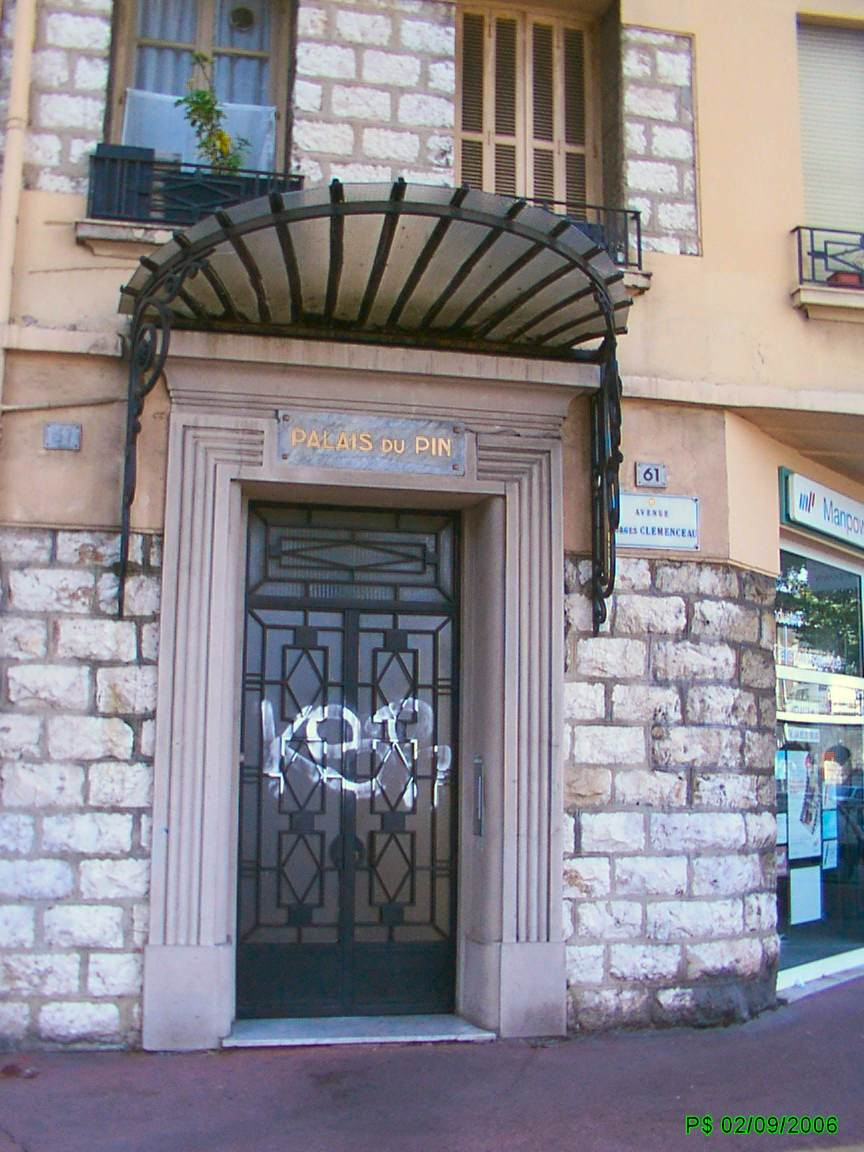
Palais du Pin, 61 avenue Georges-Clemenceau
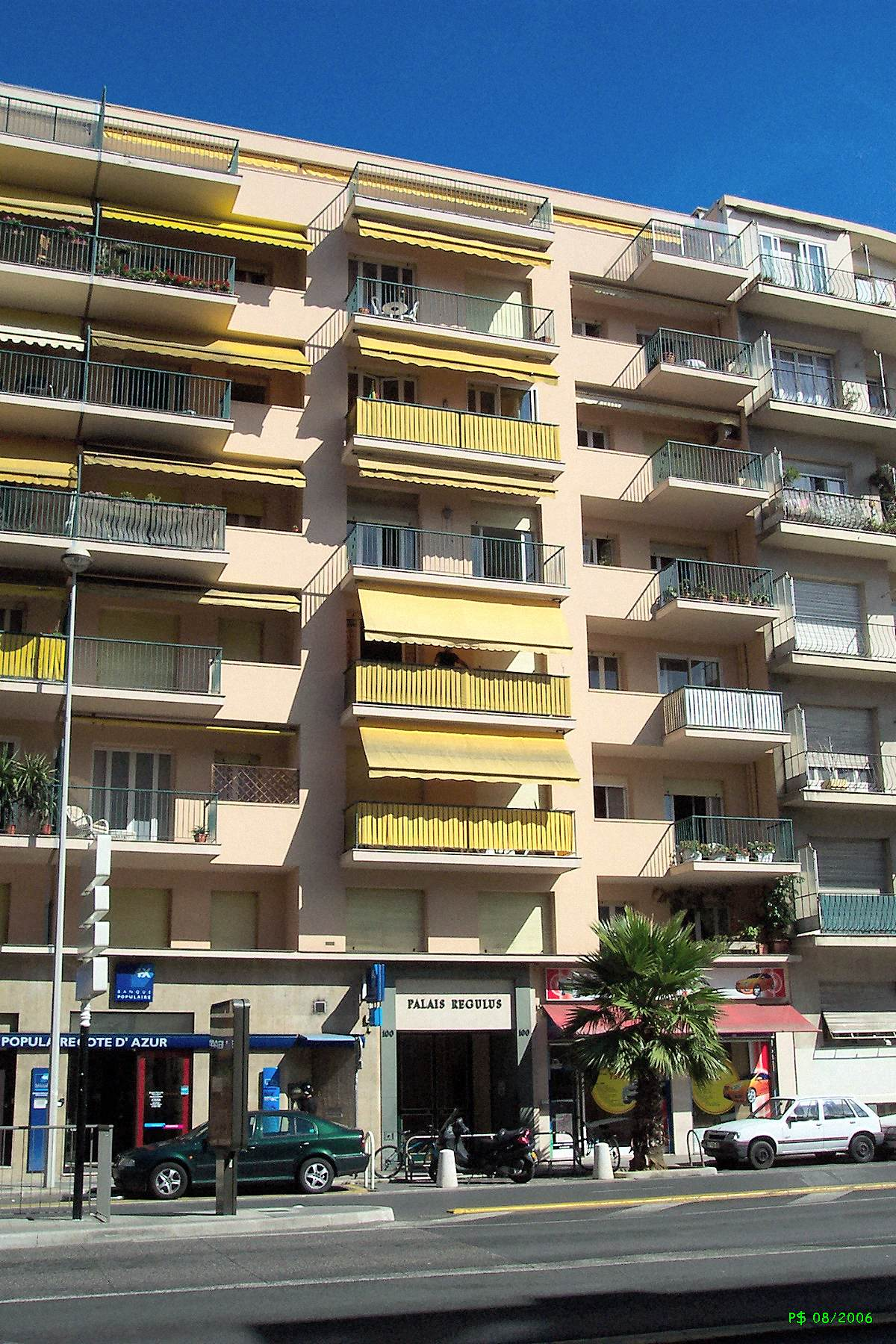
Palais Regulus, 100 rue de France
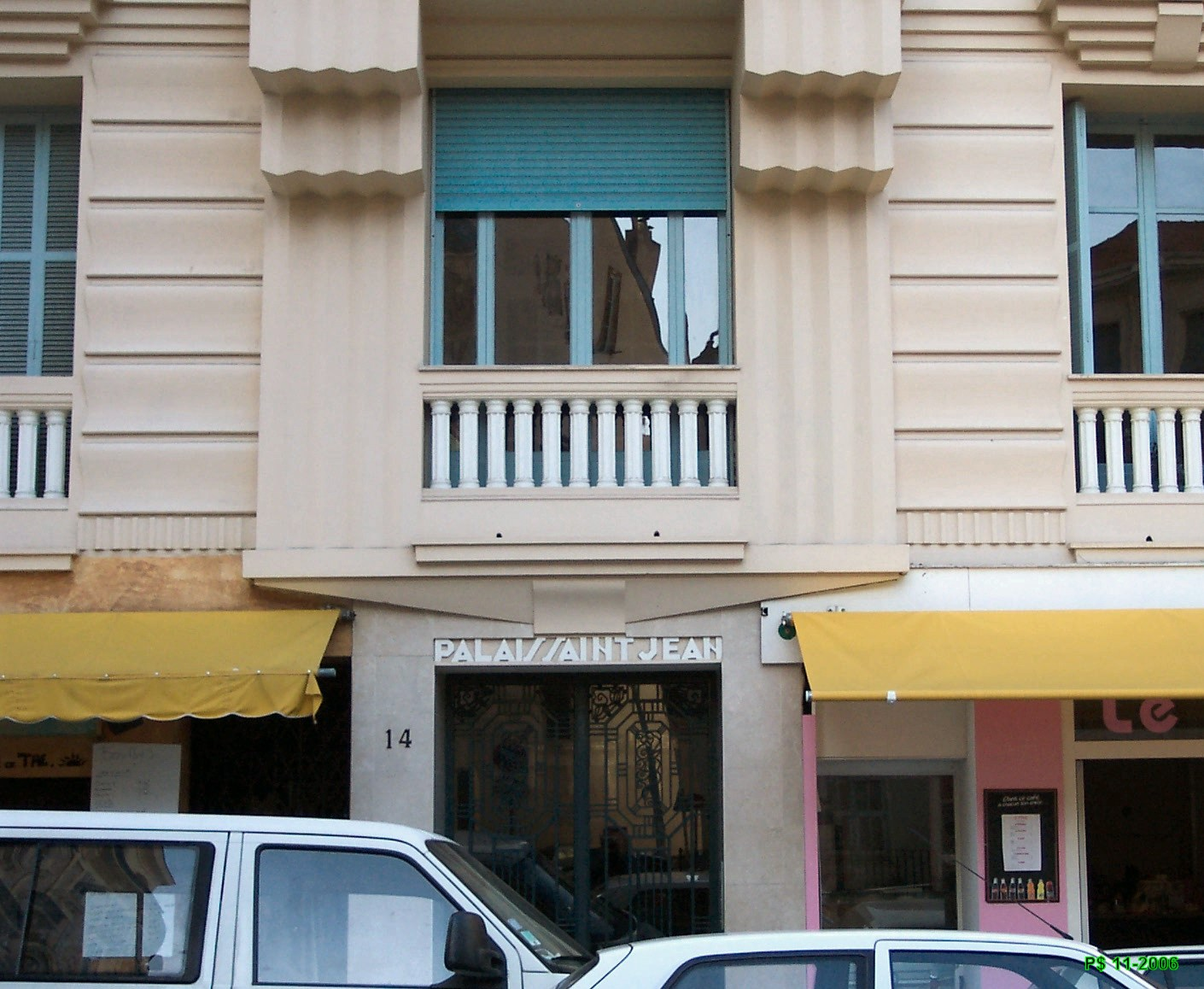
Palais Saint Jean, 14 avenue Maréchal-Foch
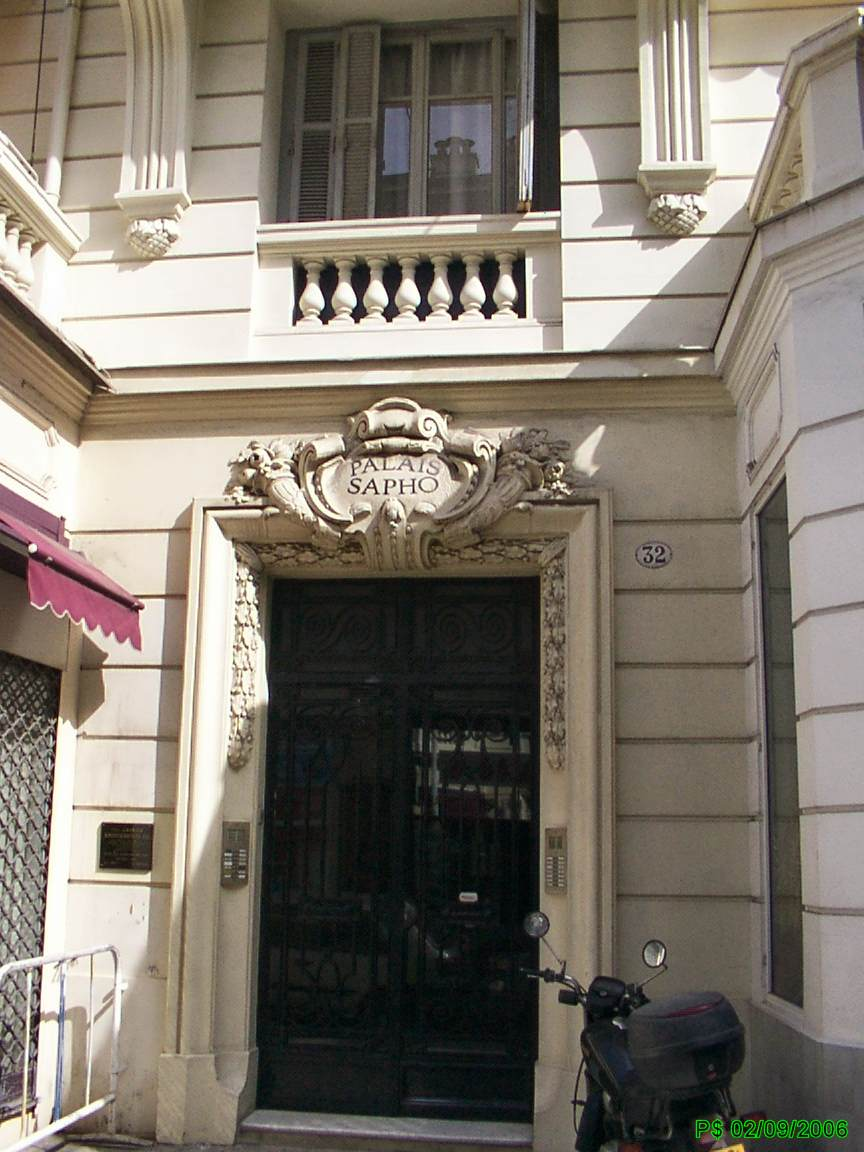
Palais Sapho, 32 rue Georges-Clemenceau (et 34 rue Gounod)

Cet article fait partie d'un ensemble relatif aux palais de Nice.